# Grand Prix automobile de Chine 2011
Vous lisez un « article de qualité » labellisé en 2014.
GP précédent GP suivant
Le Grand Prix automobile de Chine 2011 (2011 Formula 1 UBS Chinese Grand Prix), disputé le 17 avril 2011 sur le Circuit international de Shanghai, est la 842e épreuve du championnat du monde de Formule 1 courue depuis 1950, la troisième manche du championnat 2011 et la huitième édition de l'épreuve comptant pour le championnat du monde.
L'Allemand Sebastian Vettel (Red Bull Racing), champion du monde en titre et vainqueur des deux précédents Grands Prix de la saison, parti de la pole position, termine deuxième derrière le pilote britannique Lewis Hamilton (McLaren Racing). Mark Webber, second pilote Red Bull, parti depuis le fond de grille en raison d'une mauvaise stratégie lors des qualifications se classe troisième.
À l'issue de la course, Sebastian Vettel conserve la tête du championnat du monde avec 68 points sur 75 possibles. Il devance désormais Lewis Hamilton (47 points), Jenson Button (38 points) et son coéquipier Mark Webber (37 points). Nico Rosberg ayant inscrit ses premiers points, quatorze des vingt-quatre pilotes en lice au championnat ont marqué des points à l'issue de ce Grand Prix.
Chez les constructeurs, Red Bull Racing conserve la tête du championnat des constructeurs avec 105 points et devance McLaren (85 points), Ferrari (50 points) et Renault F1 Team (32 points). Huit des douze écuries en lice au championnat ont marqué des points à l'issue de ce Grand Prix, Williams, Team Lotus, Marussia Virgin Racing et HRT n'ayant pas encore marqué.

## Contexte avant le Grand Prix

### Polémique de l'aileron avant flexible des Red Bull RB7
Les écuries de Formule 1 explorent chaque point du règlement pour en exploiter la moindre faille. En 2010, Red Bull Racing a déjà créé une polémique sur l'aileron avant flexible qui procure de l'adhérence supplémentaire dans les virages grâce à l'effet de sol. L'aileron flexible permet d'accélérer plus tôt en sortie de virage.
Les Red Bull RB7 conçues par Adrian Newey sont dotées d'un aileron avant dont la rigidité fait polémique car, bien qu'il se déforme en piste, il répond néanmoins aux exigences de la FIA qui a déjà réalisé plusieurs tests de rigidité. Les ingénieurs des équipes adverses n'arrivent pas à percer le secret qui se cache derrière le processus de fabrication : « Nous savons ce que Red Bull fait mais nous ne savons pas comment ». Lewis Hamilton se montre plus virulent envers cet aileron avant dont la flexibilité ferait gagner cinq dixièmes de seconde au tour : « Avez-vous vu les ailerons avant de la voiture de Vettel ? Nous devons régler cette affaire une fois pour toutes ou bien tout le monde doit copier cette solution ».
L'aileron avant des Red Bull, qui répond donc aux spécifications de la FIA, est conservé pour ce Grand Prix.

### Pneumatiques

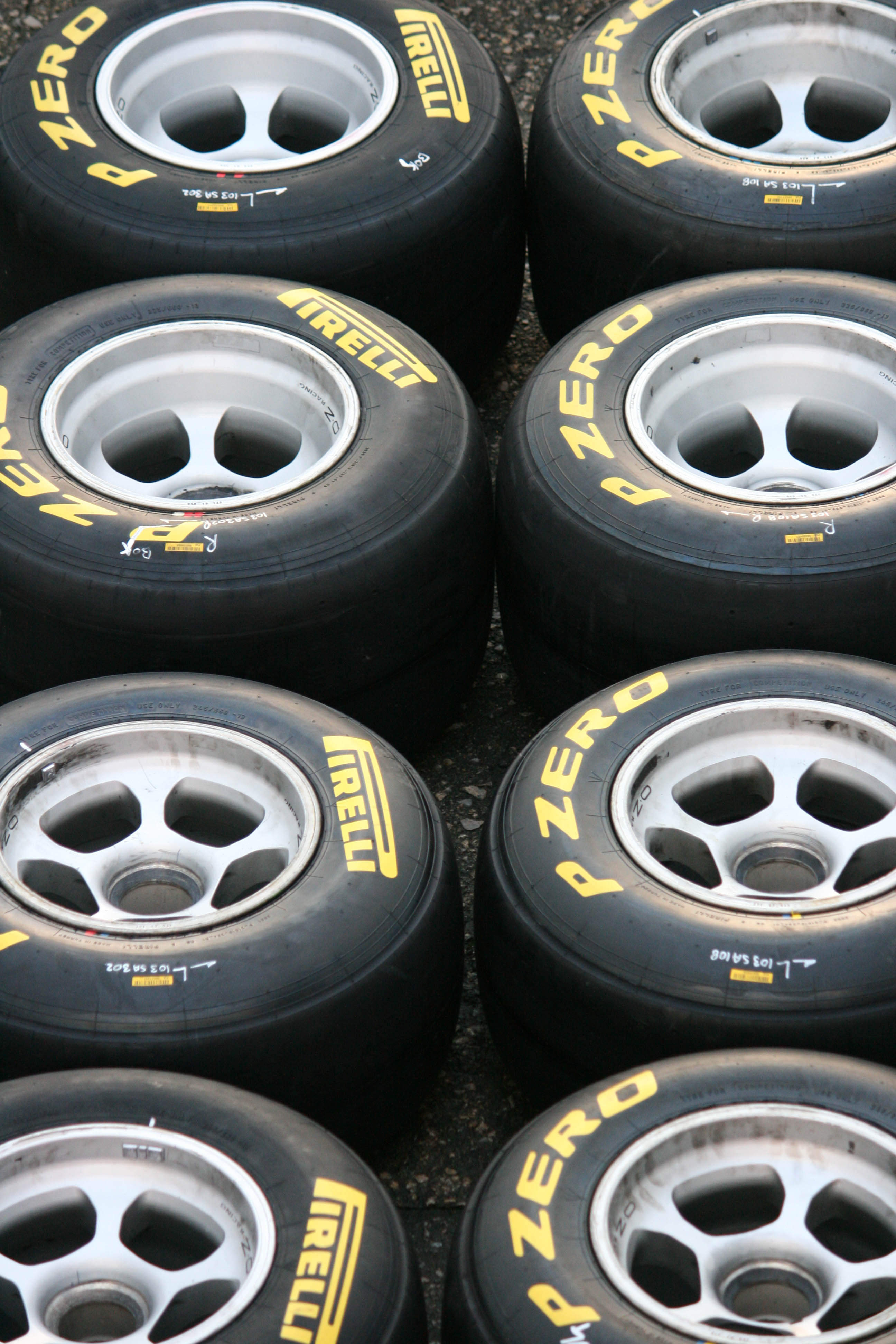
Les pneumatiques tendres utilisés lors du Grand Prix de Chine.

Comme les deux premiers Grand Prix de la saison, Pirelli propose des pneumatiques durs (prime) et les pneumatiques tendres (option). Comme en Malaisie, les marquages sur les pneumatiques sont dotés d'une ligne autour du flanc à la limite de la bande de roulement, rappelant la solution utilisée précédemment par Bridgestone. Ce marquage est provisoire car, à partir du Grand Prix de Turquie, un autre sera appliqué afin de mieux distinguer les types de gommes,.
Le manufacturier italien prévoit la possibilité, durant la course, d'une stratégie à un seul arrêt, en comparaison avec les quatre arrêts réalisés en Malaisie. Selon les observations de Pirelli durant les deux premières séances d'essais libres, le pneu dur peut tenir vingt tours et le pneu tendre treize tours. Seul Narain Karthikeyan réalise cette stratégie à un seul arrêt tandis que la majorité des pilotes opte pour une stratégie à deux ou trois arrêts.
Depuis plusieurs jours, certains pilotes, comme Sebastian Vettel critiquent Pirelli à cause de l'usure rapide des pneumatiques et des dépôts de gommes engendrés. Ces dépôts de gommes peuvent toucher les visières des pilotes, voire toucher les spectateurs, dans les circuits urbains. Vitaly Petrov, qui a abandonné lors du Grand Prix de Malaisie, suspecte ces dépôts de gommes de l'avoir fait sous-virer, provoquant un accident qui a rompu son châssis,.
Le manufacturier italien répond que « les dépôts de gommes sont une conséquence naturelle d'une dégradation plus élevée qui entraîne des courses plus intéressantes : il faut bien que toute cette gomme aille quelque part, comme dans le passé ». Le directeur Paul Hembery déclare tout de même qu'ils sont « là pour servir l'intérêt des équipes et qu'ils cherchent des moyens de réduire les dépôts de gomme dans l'avenir, ».

### DRS
Durant ce Grand Prix, les pilotes ont l'occasion d'utiliser pour la première fois sur ce circuit le « Drag Reduction System » (Système de réduction de la traînée), nouveauté de ce championnat. Ce système peut être utilisé dans une zone précise du circuit lorsqu'un poursuivant est à moins d'une seconde de la voiture qui le précède dans une zone précise du circuit.
Les pilotes pourront utiliser ce système dans la longue ligne droite de plus d'un kilomètre, entre le virage no 13 et l'épingle du virage no 14. La zone de détection du DRS se trouve au virage no 12, avant un grand virage qui débouche sur la ligne droite,.
Jenson Button, champion du monde en 2009, déclare : « Dans la longue ligne droite, même sans DRS, je pense qu'il y aura toujours de nombreuses opportunités pour les dépassements surtout si nous voyons le même genre de course serrée que nous avons eue en Malaisie. Si c'est ici qu'est mise la zone pour le DRS, je pense que nous verrons des dépassements spectaculaires ».

## Essais libres
Trois sessions d'essais libres, deux le vendredi 15 avril, et une le samedi 16 avril, se sont tenues avant la course organisée le dimanche 17 avril 2011. Les séances du vendredi matin et du vendredi après-midi ont duré chacune 90 minutes, contre une heure pour la troisième session, le samedi matin.

### Première séance, le vendredi de 10 h à 11 h 30
| Pos. | Pilote           | Voiture          | Chrono         | Écart     |
| ---- | ---------------- | ---------------- | -------------- | --------- |
| 1    | Sebastian Vettel | Red Bull-Renault | 1 min 38 s 739 |           |
| 2    | Mark Webber      | Red Bull-Renault | 1 min 39 s 354 | + 0 s 615 |
| 3    | Lewis Hamilton   | McLaren-Mercedes | 1 min 40 s 845 | + 2 s 106 |
| 4    | Jenson Button    | McLaren-Mercedes | 1 min 40 s 940 | + 2 s 201 |
| 5    | Nick Heidfeld    | Renault          | 1 min 40 s 987 | + 2 s 248 |
| 6    | Felipe Massa     | Ferrari          | 1 min 41 s 046 | + 2 s 307 |

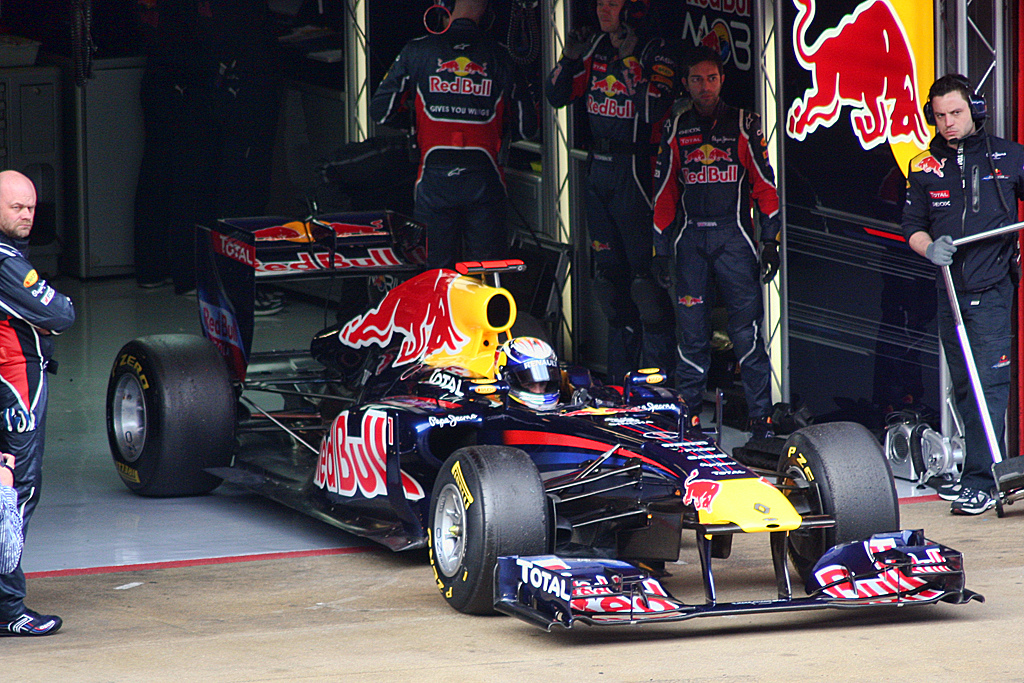
Vettel, ici en essais à Barcelone, domine la première séance.

Le temps est légèrement brumeux, la température de l'air de 26 °C et la piste à 30 °C au départ de la première séance d'essais libres. Au bout de vingt minutes, aucun pilote n'a encore pris la piste. L'Indien Narain Karthikeyan, au volant de sa Hispania F111 établit le premier tour chronométré en 1 min 51 s 516 et améliore son temps en 1 min 48 s 042. Kamui Kobayashi améliore en 1 min 45 s 609, temps battu successivement par Lewis Hamilton (1 min 42 s 306), Jenson Button (1 min 41 s 835), à nouveau Hamilton (1 min 41 s 092) et Mark Webber à deux reprises (1 min 40 s 692 et 1 min 40 s 055).
À cinquante minutes de la fin de la séance, Luiz Razia, pilote-essayeur chez Team Lotus, rentre au stand au ralenti après avoir cassé son aileron avant. Sebastian Vettel prend la tête en 1 min 39 s 540 puis en 1 min 38 s 739, à trente-cinq minutes du terme. Quelques minutes plus tard, alors qu'il n'a effectué que cinq tours depuis le début des essais, Nick Heidfeld, après avoir escaladé un vibreur, sort de la piste et percute un muret avec l'avant de sa monoplace.
Red Bull Racing domine totalement ses adversaires durant cette première séance d'essais libres. En effet, Sebastian Vettel et son coéquipier australien Mark Webber sont séparés de six dixièmes tandis que les McLaren Racing, leurs plus proches adversaires, terminent à plus de deux secondes de Vettel. Les temps réalisés par Sebastian Vettel restent toutefois à plus de deux secondes que ceux de l'année précédente. Jenson Button a connu un problème de SREC qui l'a désavantagé durant cette séance. Malgré son accident précoce durant la séance, l'Allemand Nick Heidfeld réalise le cinquième temps et confirme les bonnes prestations de Lotus-Renault GP après deux podiums réalisés durant les deux premières courses. Vitaly Petrov termine pour sa part neuvième.
La Ferrari 150° Italia étant en difficulté depuis le début de la saison surtout au niveau aérodynamique, Fernando Alonso, douzième temps, a passé sa séance à réaliser des essais aérodynamiques en utilisant de la peinture verte pour analyser la circulation du flux d'air. Son coéquipier Felipe Massa obtient le sixième temps. Les Sauber réalisent des temps mitigés : si Sergio Pérez est septième à deux secondes et quatre dixièmes de Vettel, Kamui Kobayashi, n'est que dix-neuvième, à cinq secondes du meilleur temps.
Même bilan pour les Williams, avec le débutant vénézuélien Pastor Maldonado qui réalise le huitième temps et le vétéran brésilien Rubens Barrichello qui signe le dix-septième temps. Les Scuderia Toro Rosso sont dixième et seizième avec Sébastien Buemi et Daniel Ricciardo. Les Mercedes réalisent une séance décevante avec le onzième temps de Nico Rosberg et le dix-huitième du septuple champion du monde Michael Schumacher. Les Force India sont treizième et quinzième avec Nico Hülkenberg et Paul di Resta.
Dans les écuries de fond de grille, Team Lotus crée la surprise avec la quatorzième place d'Heikki Kovalainen, intercalé entre les deux Force India ; Luiz Razia est avant-dernier. Les Virgin Racing de Jérôme d'Ambrosio et de Timo Glock sont vingtième et vingt-deuxième. Les Hispania finissent à la vingt-et-unième place avec Vitantonio Liuzzi et à la dernière place avec Narain Karthikeyan.
- Nico Hülkenberg, pilote essayeur chez Force India, a remplacé Adrian Sutil lors de cette séance d'essais ;
- Luiz Razia, pilote essayeur chez Team Lotus, a remplacé Jarno Trulli lors de cette séance d'essais ;
- Daniel Ricciardo, pilote essayeur chez Toro Rosso, a remplacé Jaime Alguersuari lors de cette séance d'essais.

### Deuxième séance, le vendredi de 14 h à 15 h 30
| Pos. | Pilote             | Voiture          | Chrono         | Écart     |
| ---- | ------------------ | ---------------- | -------------- | --------- |
| 1    | Sebastian Vettel   | Red Bull-Renault | 1 min 37 s 688 |           |
| 2    | Lewis Hamilton     | McLaren-Mercedes | 1 min 37 s 854 | + 0 s 166 |
| 3    | Jenson Button      | McLaren-Mercedes | 1 min 37 s 935 | + 0 s 247 |
| 4    | Nico Rosberg       | Mercedes         | 1 min 37 s 943 | + 0 s 255 |
| 5    | Michael Schumacher | Mercedes         | 1 min 38 s 105 | + 0 s 417 |
| 6    | Felipe Massa       | Ferrari          | 1 min 38 s 507 | + 0 s 819 |

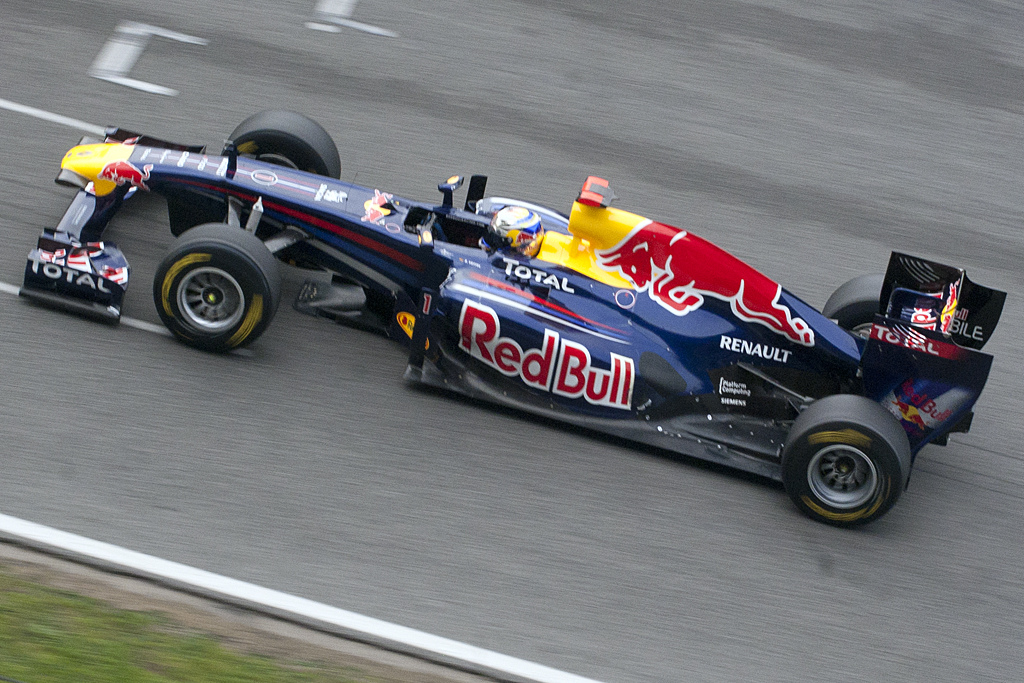
Vettel, ici en test à Barcelone, domine la seconde séance d'essais libres.

Au lancement de la séance, la température de l'air est de 27 °C et la piste est à 34 °C. Jaime Alguersuari est le premier à boucler un tour chronométré en 1 min 44 s 604, temps rapidement amélioré par Kamui Kobayashi, Sergio Pérez, Sébastien Buemi et Nick Heidfeld. Jenson Button établit alors un temps significatif en 1 min 40 s 207 puis est battu par son coéquipier Lewis Hamilton (1 min 40 s 121) avant de récupérer son bien en passant sous la minute quarante (1 min 39 s 431).
Dix minutes après le début de la session, Nico Rosberg prend la tête du classement en 1 min 38 s 912. Felipe Massa chausse le premier ses pneus tendres et prend la tête en 1 min 38 s 507. Rosberg l'imite et établit un temps de 1 min 37 s 943. Quelques minutes plus tard, Nick Heidfeld sort de la piste dans le premier virage et écrase à nouveau sa monoplace dans le mur.
À moins d'une demi-heure du terme de la séance, Lewis Hamilton prend la tête, en pneus tendres, (1 min 37 s 854) devant Button (1 min 37 s 935). Sebastian Vettel, quelques minutes plus tard, prend le commandement en 1 min 37 s 688, meilleur temps de la session. Paul di Resta, pour des raisons techniques, n'a pas tourné lors de cette séance tandis que Vitantonio Liuzzi n'a pris la piste qu'à trois minutes de la clôture de la session.
Chez Red Bull Racing, les résultats sont plus contrastés qu'en première séance : si Sebastian Vettel reste premier, Mark Webber rétrograde au dixième rang. Les McLaren Racing se sont rapprochées avec Jenson Button, deuxième à un dixième et demi et Lewis Hamilton, troisième, à deux dixièmes et demi. Les Mercedes Grand Prix quatrième et cinquième avec Nico Rosberg et Michael Schumacher se sont rattrapées après une première séance ratée,.
Chez Ferrari, Felipe Massa est sixième et Fernando Alonso loin, avec le quatorzième temps. Les Force India font une deuxième séance mitigée : Adrian Sutil est sixième tandis que Paul di Resta reste aux stands durant toute la séance, sa voiture étant en proie à des problèmes mécaniques. Les Lotus-Renault réalisent un tir groupé avec la huitième place de Nick Heidfeld, auteur d'une sortie de piste, et la neuvième place de Vitaly Petrov,.
Sauber vit une séance difficile avec la onzième place de Kamui Kobayashi et la dix-septième de Sergio Pérez. Les Williams finissent la séance dans le ventre mou du classement (douzième place de Pastor Maldonado et seizième place de Rubens Barrichello). Même constat pour les Toro Rosso et les treizième et quinzième places de Sébastien Buemi et Jaime Alguersuari.
Après un coup d'éclat, en première séance, les Team Lotus rentrent dans le rang avec la dix-huitième place de Heikki Kovalainen qui précède Jarno Trulli. Les HRT finissent vingtième et vingt-et-unième, devant les Marussia Virgin Racing,.

### Troisième séance, le samedi de 11 h à 12 h
| Pos. | Pilote           | Voiture          | Chrono         | Écart     |
| ---- | ---------------- | ---------------- | -------------- | --------- |
| 1    | Sebastian Vettel | Red Bull-Renault | 1 min 34 s 968 |           |
| 2    | Jenson Button    | McLaren-Mercedes | 1 min 35 s 176 | + 0 s 208 |
| 3    | Lewis Hamilton   | McLaren-Mercedes | 1 min 35 s 373 | + 0 s 405 |
| 4    | Nico Rosberg     | Mercedes         | 1 min 35 s 677 | + 0 s 709 |
| 5    | Fernando Alonso  | Ferrari          | 1 min 35 s 818 | + 0 s 850 |
| 6    | Felipe Massa     | Ferrari          | 1 min 35 s 971 | + 1 s 003 |

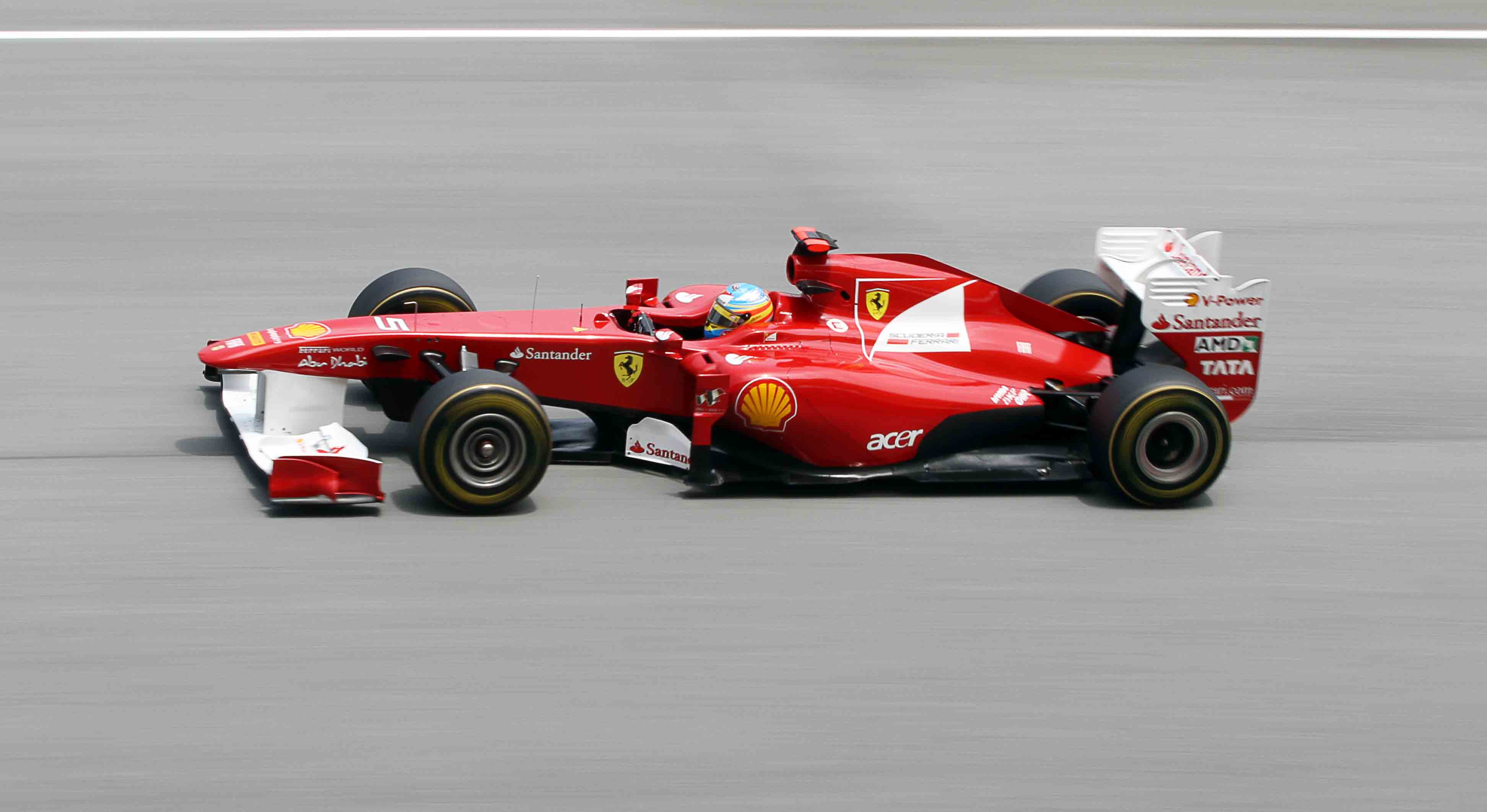
Alonso, ici en Malaisie, réalise sa première performance convaincante du week-end avec la cinquième place.

Au lancement de la troisième séance d'essais libres, la température de l'air est de 15 °C et la piste est à 25 °C. Les voitures prennent immédiatement la piste pour un tour d'installation, et, au bout d'un quart d'heure, Paul di Resta réalise le premier tour lancé en 1 min 40 s 459 puis améliore en 1 min 39 s 710 au tour suivant.
Michael Schumacher bat à deux reprises ce temps (1 min 38 s 516 et 1 min 38 s 345) puis son coéquipier Nico Rosberg réalise un tour en 1 min 37 s 622. Les pilotes McLaren Jenson Button et Lewis Hamilton améliorent la performance en respectivement 1 min 37 s 367 et 1 min 37 s 321. Sebastian Vettel s'empare ensuite du meilleur temps en 1 min 37 s 255. Button bat le temps de Vettel (1 min 36 s 918) mais le pilote allemand, à une demi-heure du terme, reprend la tête du classement en 1 min 36 s 053.
Mark Webber, qui n'a toujours pas effectué le moindre tour lancé depuis le début de la session, s'élance à vingt-cinq minutes de la fin et sort de la piste au freinage à cause de soucis de freins. Il rejoint alors son stand sans avoir endommagé sa monoplace. À vingt minutes du terme, Nico Rosberg chausse parmi les premiers des pneus tendres et prend la tête du classement en 1 min 35 s 677. Ce temps est battu en fin de séance par Button (1 min 35 s 176), Hamilton (1 min 35 s 373) et Vettel (1 min 34 s 968).
Vettel reste une nouvelle fois en tête de cette troisième et dernière séance d'essais libres après avoir dominé les deux premières ; Webber n'est que quinzième à cause de problèmes de freins. Comme durant la deuxième séance d'essais libres, Vettel devance les deux McLaren Racing de Button (à deux dixièmes de seconde) et Hamilton (à quatre dixièmes de seconde). Les Mercedes terminent quatrième et neuvième avec Rosberg et Schumacher.
Les Ferrari sont de retour avec un tir groupé de Fernando Alonso, cinquième, de retour après deux séances compliquées hors des dix premiers et Felipe Massa, sixième. Les Lotus-Renault sont septième avec Vitaly Petrov et onzième avec Nick Heidfeld qui ne rencontre enfin aucun problème. Les Force India encadrent Schumacher avec la huitième place d'Adrian Sutil et la dixième place de Paul di Resta.
Les Sauber sont douzième et treizième devant Sébastien Buemi dont le coéquipier chez la Scuderia Toro Rosso finit seizième. Rubens Barrichello et Pastor Maldonado, pour le compte de Williams F1 Team, suivent et précèdent les Team Lotus, les Marussia Virgin et les HRT Formula One Team.

## Séance de qualifications

### Résultats des qualifications

#### Session Q1

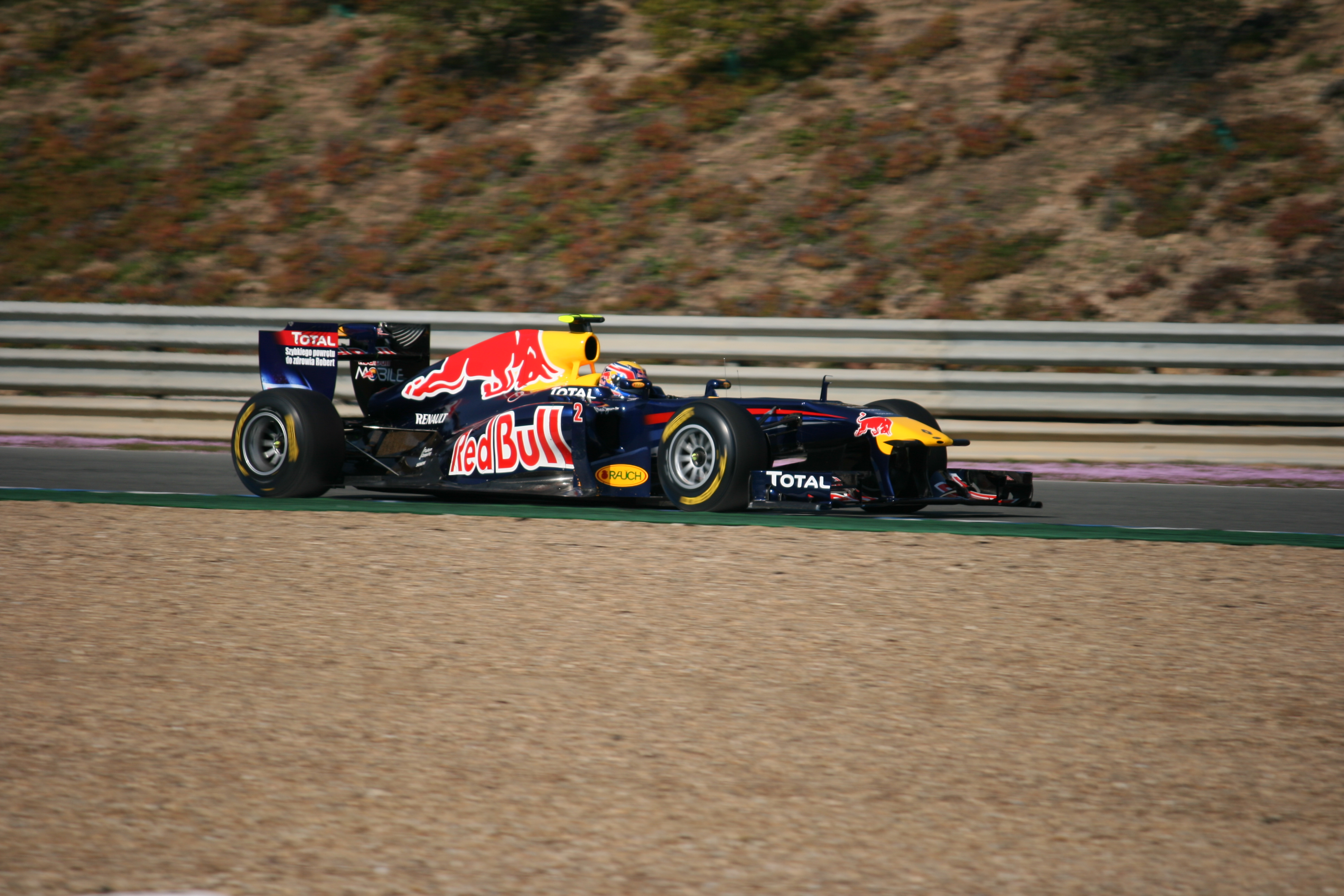
Mark Webber, ici en test à Jerez, est éliminé dès la Q1.

La température de l'air est de 16 °C et la piste est à 23 °C tandis que l'humidité est à 37 %, au départ de la séance qualificative du Grand Prix de Chine ; ces conditions contrastent grandement du Grand Prix de Malaisie. Sergio Pérez, le premier en piste, réalise un tour en 1 min 38 s 295 avant d'améliorer en 1 min 37 s 585. Rapidement, l'activité sur le circuit bat son plein avec une quinzaine de voitures en piste. Ce temps est amélioré par Jenson Button (1 min 36 s 778), Jaime Alguersuari (1 min 36 s 156), Lewis Hamilton (1 min 36 s 091), à nouveau Button (1 min 35 s 924), Sebastian Vettel à deux reprises (1 min 35 s 891 puis 1 min 35 s 674), Fernando Alonso (1 min 35 s 389), Vitaly Petrov (1 min 35 s 370) et Nico Rosberg (1 min 35 s 272). Parmi les pilotes en tête, seuls Vettel, Button et Hamilton sont en pneus durs. Si aucun pilote n'échoue à se qualifier, Narain Karthikeyan, Vitantonio Liuzzi, Timo Glock, Jérôme d'Ambrosio, Jarno Trulli, Heikki Kovalainen et Mark Webber (dont le SREC ne fonctionne toujours pas et chaussé en pneus durs contrairement à ses adversaires,) ne passent pas en Q2.
Nico Rosberg remporte la Q1 et devance Vitaly Petrov et Fernando Alonso. Felipe Massa est quatrième devant Michael Schumacher et Sebastian Vettel ; suivent Paul di Resta, Nick Heidfeld, Rubens Barrichello et Jenson Button. Ces dix pilotes sont tous passés sous la minute 36. Sergio Pérez devance Lewis Hamilton, douzième devant Adrian Sutil ; suivent Sébastien Buemi, Pastor Maldonado, Jaime Alguersuari. Le dernier qualifié est le pilote Sauber Kamui Kobayashi.

#### Session Q2

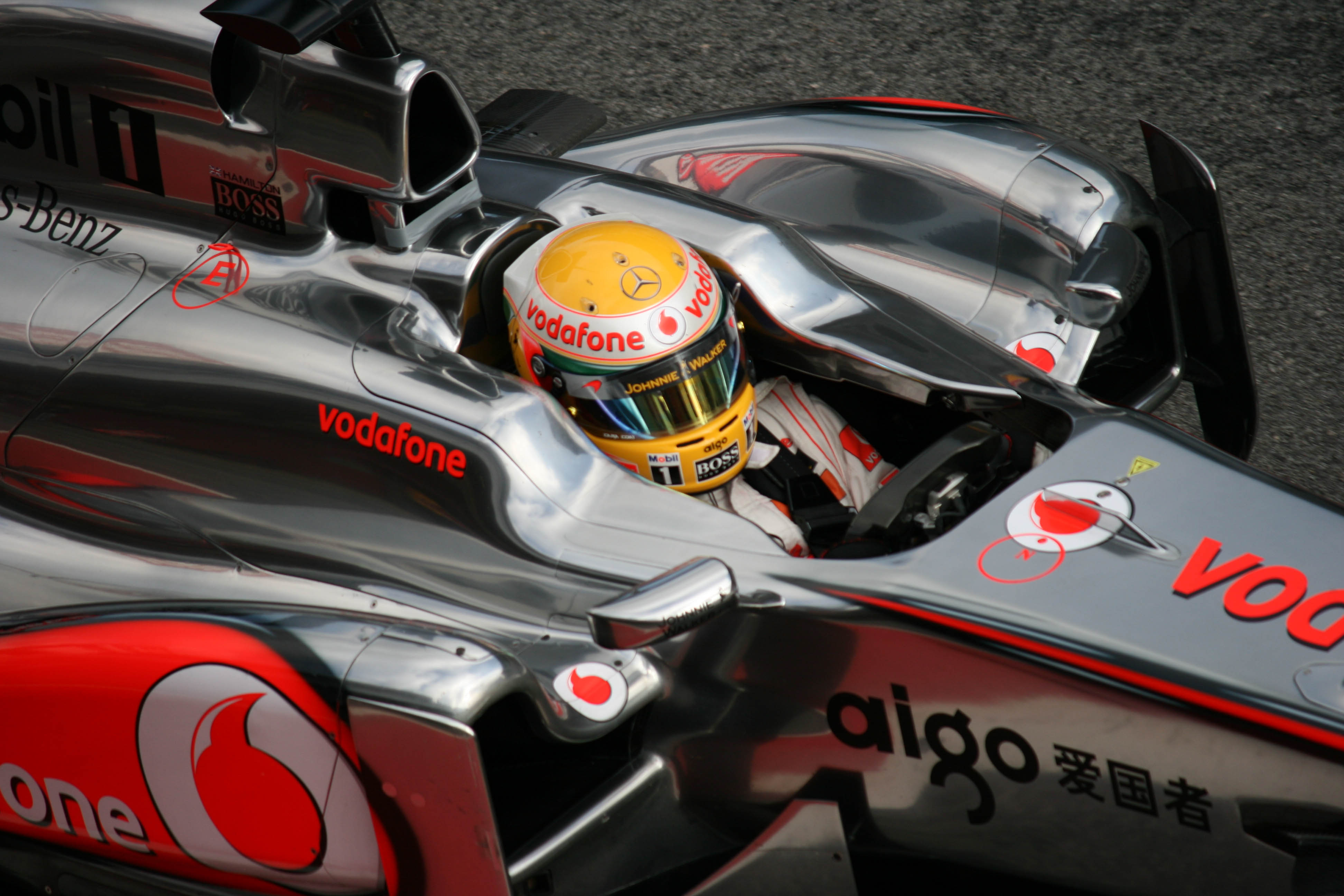
Lewis Hamilton, ici en test à Barcelone, domine la Q2 devant son coéquipier Jenson Button.

Tous les pilotes sont en pneus tendres et Alguersuari réalise le premier tour lancé en 1 min 35 s 888. Jenson Button boucle un tour en 1 min 34 s 662 et Lewis Hamilton fait encore mieux en 1 min 34 s 486. Comme lors du Grand Prix précédent, les Lotus Renault GP tentent la qualification pour la Q3 en un seul tour lancé. Vitaly Petrov se qualifie mais tombe en panne au tour suivant. Sa voiture étant immobilisée au milieu de la piste, la direction de course sort le drapeau rouge ce qui pénalise son coéquipier Nick Heidfeld qui sortait pour boucler son premier tour chronométré. À la réouverture de la piste, il ne reste que deux minutes dans la séance. Onze pilotes reprennent la piste (Hamilton, Button, Vettel, Sébastien Buemi et Jaime Alguersuari restant au stand), dont Heidfeld qui n'a toujours pas bouclé le moindre tour lancé. Les pilotes roulent en peloton dans le dernier tour de la session et se gênent mutuellement. Les sept pilotes éliminés sont Pastor Maldonado, Heidfeld, Rubens Barrichello, Michael Schumacher, Kamui Kobayashi, Sergio Pérez et Adrian Sutil.
Hamilton, onzième en Q1, remporte la Q2. Seuls Button et Vettel passent également sous la minute 35. Vitaly Petrov obtient le quatrième temps mais ne participera pas à la Q3 en raison de sa panne. Suivent Fernando Alonso, Felipe Massa, Sébastien Buemi, Jaime Alguersuari, Nico Rosberg. Le dernier qualifié est le pilote Force India, Paul di Resta, qui fait échouer son coéquipier Adrian Sutil, aux portes de la Q3 pour seulement 16 millièmes de seconde.
McLaren Racing, la Scuderia Ferrari et la Scuderia Toro Rosso placent chacun leurs deux pilotes en Q3.

#### Session Q3
Neuf pilotes participent à la session Q3 car Vitaly Petrov n'a pas pu récupérer sa monoplace après son incident en Q2. Vettel et Button s'élancent les premiers, suivis d'Alguersuari et Buemi. Tous les autres pilotes tentent de se qualifier en un seul tour lancé. Vettel prend la tête du classement en 1 min 33 s 706, devant Button à sept dixièmes. À trois minutes du terme, les autres pilotes s'élancent mais personne ne bat ni le temps de Vettel, ni celui de Button.
Sebastian Vettel prendra le départ depuis la pole position pour la troisième fois consécutive de la saison et devance Jenson Button, Lewis Hamilton, Nico Rosberg, Fernando Alonso, Felipe Massa, Jaime Alguersuari, Paul di Resta, Sébastien Buemi et Vitaly Petrov.
Sebastian Vettel bat de 852 centièmes de seconde le temps de la pole position de l'année précédente (1 min 34 s 558).

### Grille de départ du Grand Prix
| Pos.                                                                                      | Pilote                  | Écurie               | Qualifications 1 | Qualifications 2 | Qualifications 3 |
| ----------------------------------------------------------------------------------------- | ----------------------- | -------------------- | ---------------- | ---------------- | ---------------- |
| 1                                                                                         | Sebastian Vettel SREC   | Red Bull-Renault     | 1 min 35 s 674   | 1 min 34 s 776   | 1 min 33 s 706   |
| 2                                                                                         | Jenson Button SREC      | McLaren-Mercedes     | 1 min 35 s 924   | 1 min 34 s 662   | 1 min 34 s 421   |
| 3                                                                                         | Lewis Hamilton SREC     | McLaren-Mercedes     | 1 min 36 s 091   | 1 min 34 s 486   | 1 min 34 s 463   |
| 4                                                                                         | Nico Rosberg SREC       | Mercedes             | 1 min 35 s 272   | 1 min 35 s 850   | 1 min 34 s 670   |
| 5                                                                                         | Fernando Alonso SREC    | Ferrari              | 1 min 35 s 389   | 1 min 35 s 165   | 1 min 35 s 119   |
| 6                                                                                         | Felipe Massa SREC       | Ferrari              | 1 min 35 s 478   | 1 min 35 s 437   | 1 min 35 s 145   |
| 7                                                                                         | Jaime Alguersuari SREC  | Toro Rosso-Ferrari   | 1 min 36 s 133   | 1 min 35 s 563   | 1 min 36 s 158   |
| 8                                                                                         | Paul di Resta SREC      | Force India-Mercedes | 1 min 35 s 702   | 1 min 35 s 858   | 1 min 36 s 190   |
| 9                                                                                         | Sébastien Buemi SREC    | Toro Rosso-Ferrari   | 1 min 36 s 110   | 1 min 35 s 500   | 1 min 36 s 203   |
| 10                                                                                        | Vitaly Petrov SREC      | Renault              | 1 min 35 s 370   | 1 min 35 s 149   | Pas de temps     |
| 11                                                                                        | Adrian Sutil SREC       | Force India-Mercedes | 1 min 36 s 092   | 1 min 35 s 874   |                  |
| 12                                                                                        | Sergio Pérez SREC       | Sauber-Ferrari       | 1 min 36 s 046   | 1 min 36 s 053   |                  |
| 13                                                                                        | Kamui Kobayashi SREC    | Sauber-Ferrari       | 1 min 36 s 147   | 1 min 36 s 236   |                  |
| 14                                                                                        | Michael Schumacher SREC | Mercedes             | 1 min 35 s 508   | 1 min 36 s 457   |                  |
| 15                                                                                        | Rubens Barrichello SREC | Williams-Cosworth    | 1 min 35 s 911   | 1 min 36 s 465   |                  |
| 16                                                                                        | Nick Heidfeld SREC      | Renault              | 1 min 35 s 910   | 1 min 36 s 611   |                  |
| 17                                                                                        | Pastor Maldonado SREC   | Williams-Cosworth    | 1 min 36 s 121   | 1 min 36 s 956   |                  |
| 18                                                                                        | Mark Webber SREC        | Red Bull-Renault     | 1 min 36 s 468   |                  |                  |
| 19                                                                                        | Heikki Kovalainen       | Lotus-Renault        | 1 min 37 s 894   |                  |                  |
| 20                                                                                        | Jarno Trulli            | Lotus-Renault        | 1 min 38 s 318   |                  |                  |
| 21                                                                                        | Jérôme d'Ambrosio       | Virgin-Cosworth      | 1 min 39 s 119   |                  |                  |
| 22                                                                                        | Timo Glock              | Virgin-Cosworth      | 1 min 39 s 708   |                  |                  |
| 23                                                                                        | Vitantonio Liuzzi       | HRT-Cosworth         | 1 min 40 s 212   |                  |                  |
| 24                                                                                        | Narain Karthikeyan      | HRT-Cosworth         | 1 min 40 s 445   |                  |                  |
| Temps minimal à réaliser pour la qualification : 1 min 41 s 941 (107 % de 1 min 35 s 272) |                         |                      |                  |                  |                  |

- Vitaly Petrov, arrêté sur la piste lors de la Q2, a provoqué l'interruption de la séance sur drapeau rouge.

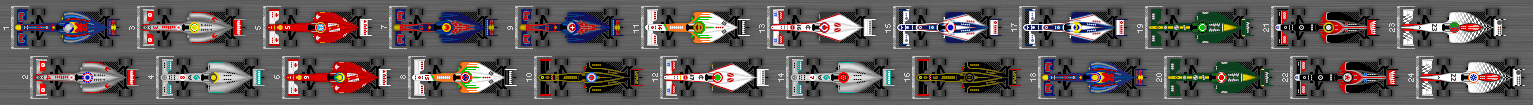
La grille de qualification et de départ du Grand Prix de Chine 2011.

## Course

### Déroulement de l'épreuve

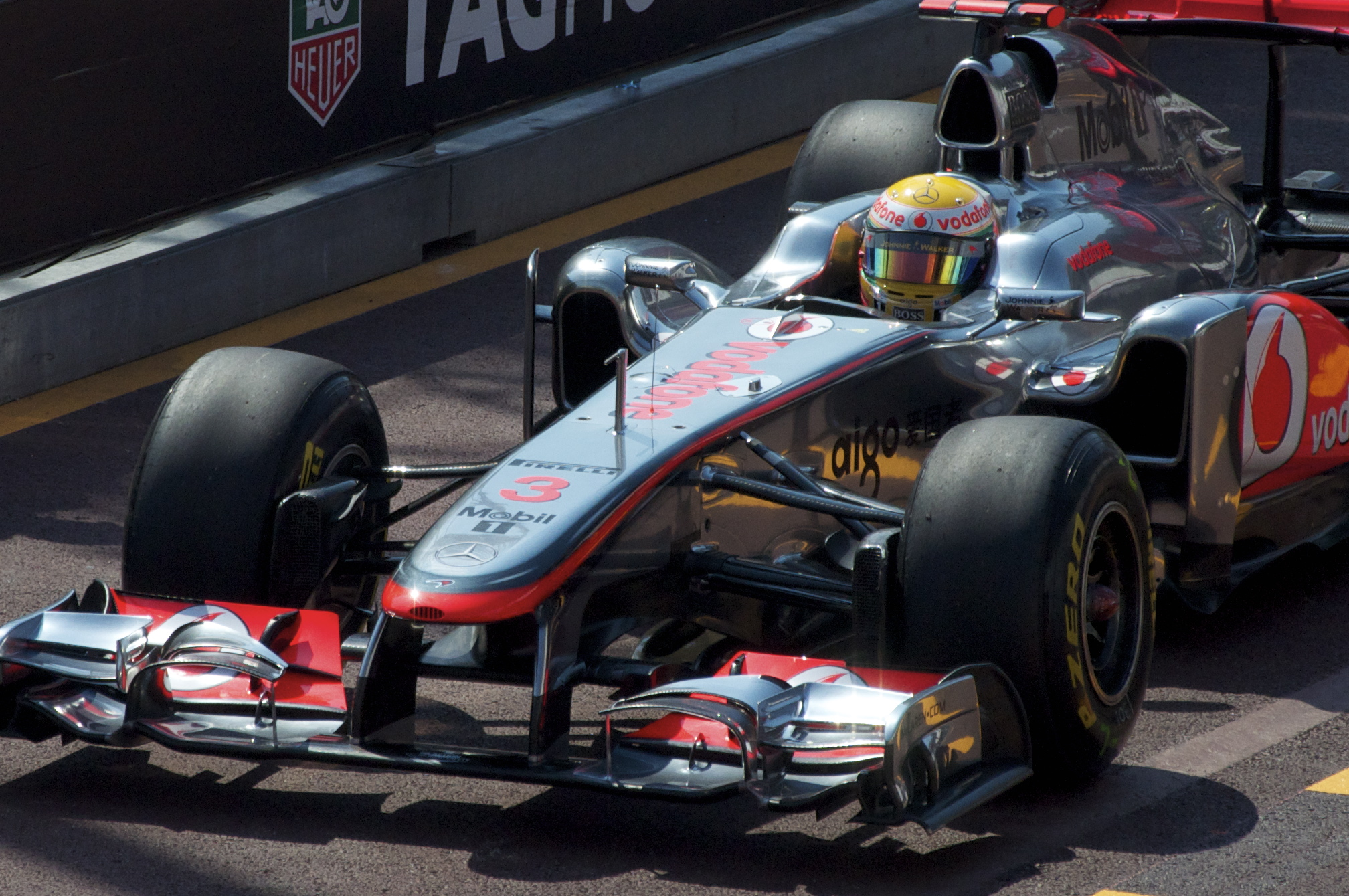
Lewis Hamilton, ici à Monaco, remporte sa première victoire de la saison.

Au départ du Grand Prix, la température de l'air est de 22 °C et la piste est à 29 °C. Le taux d'humidité est de 23 % et la pluie ne doit pas apparaitre durant le Grand Prix. Sous un grand soleil, la McLaren de Lewis Hamilton peine à démarrer pour rejoindre la grille de départ à cause d'un trop-plein d'huile engorgeant son filtre à air ce qui oblige les mécaniciens à intervenir à quelques minutes du départ,.
À l'extinction des feux, Jenson Button prend un excellent départ et s'engouffre en tête dans le premier virage, devant son équipier Lewis Hamilton, le détenteur de la pole position Sebastian Vettel, Nico Rosberg, Felipe Massa, Fernando Alonso, Paul di Resta, Adrian Sutil, Jaime Alguersuari, Michael Schumacher et le reste du peloton. Mark Webber, parti en pneus durs est seulement dix-septième. À la fin du premier tour, Button devance Hamilton, Vettel, Rosberg, Massa, Alonso, di Resta, Sutil, Schumacher, Alguersuari, Kamui Kobayashi, Vitaly Petrov, Sébastien Buemi, Nick Heidfeld, Rubens Barrichello, Webber et Sergio Pérez. Button ne parvient toutefois pas à prendre le large et, au quatrième tour, n'a qu'une seconde d'avance sur son coéquipier, deux sur Vettel et trois sur Rosberg,.
Le Drag Reduction System prouve son efficacité à partir du moment où l'on autorise son utilisation : Kamui Kobayashi dépasse Jaime Alguersuari pour le gain de la dixième place. Mark Webber continue de remonter dans le classement, il est quinzième après quelques tours de course, derrière la Lotus Renault GP de Nick Heidfeld. Après cinq tours, Button possède une seconde d'avance sur Hamilton, le mettant ainsi hors de portée du DRS de son coéquipier. Vettel est troisième devant Rosberg, Massa, Alonso, di Resta, Sutil, Schumacher et Kobayashi qui complète le top 10. En milieu de peloton, un petit groupe de sept voitures se tient en moins de quatre secondes. Heidfeld dépasse Buemi à la fin de la longue ligne droite alors que Webber est doublé par Sergio Pérez.
Jaime Alguersuari et Vitantonio Liuzzi changent les premiers leurs pneumatiques, au neuvième tour ; Alguersuari perd sa roue arrière-droite peu après en piste et abandonne. Un mécanicien de la Scuderia Toro Rosso a mal fixé la roue arrière droite sur la voiture de l'Espagnol. La roue s'est ensuite détachée, manquant de percuter un commissaire de piste,,.
Michael Schumacher, Mark Webber et Pastor Maldonado s'arrêtent au dixième tour, Paul di Resta au onzième, Nico Rosberg et Sébastien Buemi au douzième. Pendant ce temps, Vettel attaque Hamilton pour le gain de la deuxième place et le dépasse dans le treizième tour. Button, en tête de la course, Vettel et Kobayashi s'arrêtent pour changer de pneus au quatorzième tour. Button, dans la confusion, s'arrête au stand Red Bull et, le temps de se rendre compte de son erreur, perd sa légère avance sur son adversaire qui reprend la piste devant lui. Felipe Massa, Hamilton, Adrian Sutil, Fernando Alonso, Sergio Pérez et Rubens Barrichello changent leurs pneus au quinzième tour, Buemi, qui réalise son deuxième arrêt en quatre tours, et Timo Glock au seizième, Vitaly Petrov au dix-septième et Nick Heidfeld au dix-huitième,.
Au dix-neuvième tour, Nico Rosberg, avec 5 secondes d'avance, précède Sebastian Vettel, Jenson Button, Felipe Massa, Lewis Hamilton, Michael Schumacher, Fernando Alonso, Paul di Resta, Adrian Sutil, Kamui Kobayashi, Mark Webber et Vitaly Petrov. Button change ses pneus au vingt-quatrième tour, Rosberg, Hamilton, Maldonado et Webber au suivant, Schumacher au vingt-sixième, Sutil, Kobayashi et Heidfeld au trentième et Vettel au trente-et-unième L'Allemand chausse alors des pneus durs et tente le pari de rallier l'arrivée sans arrêt supplémentaire,,.
Lewis Hamilton prend l'avantage sur Jenson Button et, au quarantième tour, Sebastian Vettel devance Felipe Massa de 4 secondes, Nico Rosberg de 5 secondes, Lewis Hamilton de 6 secondes, Jenson Button de 8 secondes et Fernando Alonso de 23 secondes ; suivent Mark Webber, Michael Schumacher, Paul di Resta et Kamui Kobayashi. Hamilton passe Rosberg au tour suivant puis Massa dans le quarante-quatrième tour : il est désormais second à moins de 5 secondes de Vettel. Dans le milieu du peloton, Sergio Pérez percute Adrian Sutil : le pilote Force India s'en sort avec un aileron avant cassé et doit repasser aux stands alors que le Mexicain écope d'un drive-through. Au quarante-huitième tour, Vettel possède moins de deux secondes d'avance sur Hamilton, Massa est à 8 secondes, Button et Rosberg à 9 secondes, Webber à 18 secondes ; suivent Alonso, Schumacher, di Resta, Kobayashi, Petrov et Heidfeld. Button et Rosberg prennent l'avantage sur Massa tandis qu'Hamilton attaque Vettel,.
Hamilton prend la tête de la course dans le cinquante-et-unième tour. Vettel doit, de plus en raison de pneumatiques usés, résister au retour de Button, Rosberg et Webber. Dans le cinquante-troisième tour, Webber dépasse Rosberg qui doit lever le pied à cause d'une consommation excessive ; il passe ensuite Button à un tour du but. Lewis Hamilton remporte le Grand Prix de Chine, Vettel termine à la deuxième place devant Webber, Button, Rosberg, Massa, Alonso, Schumacher, Petrov et Kobayashi,,.

### Classement de la course
| Pos. | no | Pilote                  | Écurie               | Tours | Temps/Abandon                      | Grille | Points |
| ---- | -- | ----------------------- | -------------------- | ----- | ---------------------------------- | ------ | ------ |
| 1    | 3  | Lewis Hamilton SREC     | McLaren-Mercedes     | 56    | 1 h 36 min 58 s 226 (188,758 km/h) | 3      | 25     |
| 2    | 1  | Sebastian Vettel SREC   | Red Bull-Renault     | 56    | + 5 s 198                          | 1      | 18     |
| 3    | 2  | Mark Webber SREC        | Red Bull-Renault     | 56    | + 7 s 555                          | 18     | 15     |
| 4    | 4  | Jenson Button SREC      | McLaren-Mercedes     | 56    | + 10 s 000                         | 2      | 12     |
| 5    | 8  | Nico Rosberg SREC       | Mercedes             | 56    | + 13 s 448                         | 4      | 10     |
| 6    | 6  | Felipe Massa SREC       | Ferrari              | 56    | + 15 s 840                         | 6      | 8      |
| 7    | 5  | Fernando Alonso SREC    | Ferrari              | 56    | + 30 s 622                         | 5      | 6      |
| 8    | 7  | Michael Schumacher SREC | Mercedes             | 56    | + 31 s 026                         | 14     | 4      |
| 9    | 10 | Vitaly Petrov SREC      | Renault              | 56    | + 57 s 404                         | 10     | 2      |
| 10   | 16 | Kamui Kobayashi SREC    | Sauber-Ferrari       | 56    | + 1 min 03 s 273                   | 13     | 1      |
| 11   | 15 | Paul di Resta SREC      | Force India-Mercedes | 56    | + 1 min 08 s 757                   | 8      |        |
| 12   | 9  | Nick Heidfeld SREC      | Renault              | 56    | + 1 min 12 s 739                   | 16     |        |
| 13   | 11 | Rubens Barrichello SREC | Williams-Cosworth    | 56    | + 1 min 30 s 189                   | 15     |        |
| 14   | 18 | Sébastien Buemi SREC    | Toro Rosso-Ferrari   | 56    | + 1 min 30 s 671                   | 9      |        |
| 15   | 14 | Adrian Sutil SREC       | Force India-Mercedes | 55    | + 1 tour                           | 11     |        |
| 16   | 20 | Heikki Kovalainen       | Lotus-Renault        | 55    | + 1 tour                           | 19     |        |
| 17   | 17 | Sergio Pérez SREC       | Sauber-Ferrari       | 55    | + 1 tour                           | 12     |        |
| 18   | 12 | Pastor Maldonado SREC   | Williams-Cosworth    | 55    | + 1 tour                           | 17     |        |
| 19   | 21 | Jarno Trulli            | Lotus-Renault        | 55    | + 1 tour                           | 20     |        |
| 20   | 25 | Jérôme d'Ambrosio       | Virgin-Cosworth      | 54    | + 2 tours                          | 21     |        |
| 21   | 24 | Timo Glock              | Virgin-Cosworth      | 54    | + 2 tours                          | 22     |        |
| 22   | 23 | Vitantonio Liuzzi       | HRT-Cosworth         | 54    | + 2 tours                          | 23     |        |
| 23   | 22 | Narain Karthikeyan      | HRT-Cosworth         | 54    | + 2 tours                          | 24     |        |
| Abd. | 19 | Jaime Alguersuari SREC  | Toro Rosso-Ferrari   | 9     | Perte d'une roue                   | 7      |        |

### Pole position et record du tour
Sebastian Vettel obtient la dix-huitième pole position de sa carrière en Formule 1, sa troisième consécutive depuis le début de la saison et sa troisième au Grand Prix de Chine. Mark Webber réalise son huitième meilleur tour en course en Formule 1, son deuxième consécutif depuis le début de la saison. 
- Pole position :  Sebastian Vettel (Red Bull-Renault) en 1 min 33 s 706 (209,417 km/h)[57].
- Meilleur tour en course :  Mark Webber (Red Bull-Renault) en 1 min 38 s 993 (198,232 km/h) au quarante-deuxième tour[58].

### Tours en tête
Après un bon départ qui lui permet de prendre la tête, Jenson Button mène la course pendant treize tours avant de rentrer aux stands et de laisser le commandement à son coéquipier Lewis Hamilton. Un tour plus tard, Hamilton rentre aux stands et Fernando Alonso mène pendant deux tours. Rentré aux stands plus tôt que les autres leaders, Nico Rosberg est en tête du dix-septième au vingt-quatrième tour. Sebastian Vettel, parti de la pole position, prend le commandement de la course après l'arrêt aux stands de son compatriote puis cède à place, six tours plus tard à Felipe Massa. À la suite de son arrêt au stand, Massa est relayé par Rosberg pour cinq tours. Après un second arrêt aux stands du pilote Mercedes, Vettel, sur une stratégie à deux arrêts, reprend la tête de la course ; en difficulté avec ses pneumatiques, il résiste onze tours à Hamilton, avant de céder face au Britannique qui franchit la ligne d'arrivée le premier en n'ayant mené que six tours,.
- Jenson Button : 13 tours (1-13)
- Lewis Hamilton : 6 tours (14 / 52-56)
- Fernando Alonso : 2 tours (15-16)
- Nico Rosberg : 14 tours (17-24 / 34-39)
- Sebastian Vettel : 18 tours (25-30 / 40-51)
- Felipe Massa : 3 tours (31-33)

## Après-course

### Écuries sur le podium

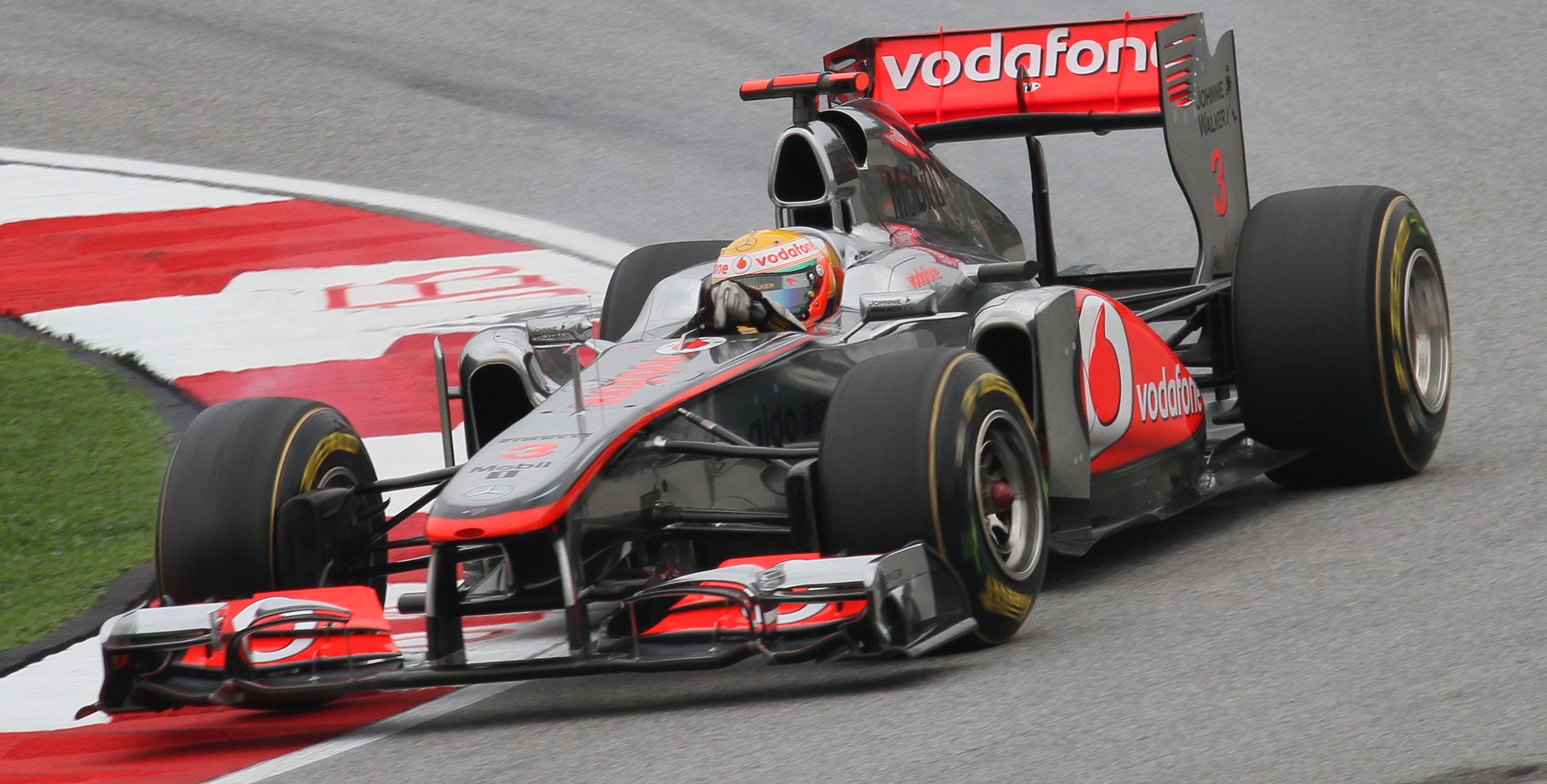
McLaren (ici en Malaisie) remporte sa première victoire de la saison avec Lewis Hamilton.

Pour McLaren Racing, Lewis Hamilton partait de la troisième place et Jenson Button de la deuxième. Hamilton, grâce à plusieurs dépassements et une stratégie adaptée, s'impose et devient le deuxième vainqueur de Grands Prix de la saison après Sebastian Vettel. Il déclare : « C'était vraiment une de mes meilleures courses. Avant le départ, la voiture n'a pas démarré. Je n'ai pas demandé ce qui se passait. J'ai préféré rester calme et ne pas ajouter de stress aux autres. Quand j'ai enfin quitté le garage, j'ai quitté l'allée des stands en regardant le feu vert et j'espérais qu'il ne passerait pas au rouge, et il est resté vert ! Ça n'avait jamais été aussi serré avant. Il est rare d'avoir des bagarres comme celles que nous avons vues aujourd'hui. Il faut vraiment réfléchir à la situation, et j'adore ce challenge, mais avoir à doubler des gens rend cela encore plus agréable. À la fin, c'était dur de doubler Sebastian parce que même s'il ralentissait, il n'a jamais semblé être hors du rythme. C'était dur de le suivre dans la ligne droite opposée donc j'ai voulu le doubler avant. Je ne m'attendais pas à le doubler où je l'ai fait mais j'avais l'adhérence pour rester devant. Si on regarde ces trois courses hors d'Europe, je trouve toujours incroyable d'avoir une voiture si rapide. Nous avons encore un peu de travail pour réduire l'écart avec Red Bull mais nous avions la meilleure stratégie et nous avons pu bien l'exploiter. L'équipe va continuer à travailler autant que possible pour la saison européenne. Je suis très fier. Cette course est l'une de mes trois plus belles victoires, avec Silverstone et Monaco en 2008. J'existe et je vis pour gagner. J'adore gagner et je ne pourrais pas être plus heureux »! Button, en raison d'une mauvaise stratégie, finit au pied du podium, à dix secondes de son coéquipier. Il déclare : « Je tiens à féliciter Lewis qui avait un bon rythme et a fait une superbe course aujourd'hui. L'équipe a également fait un excellent travail. J'ai eu une course assez intéressante. J'ai perdu une place au profit de Sebastian au premier arrêt en passant par erreur par son stand. Je regardais le volant pour un réglage et je pensais que c'était mon stand, mais j'ai vu les mécaniciens de Red Bull devant moi ! [...] Nous avons vu beaucoup d'action en piste, mais nous n'étions pas assez rapides aujourd'hui. J'ai eu du mal à préserver mes pneus arrière et la quatrième place était la meilleure possible avec ma voiture. [...] J'aurais pu être deuxième ou septième mais la quatrième place est un bon résultat, tout bien considéré ».

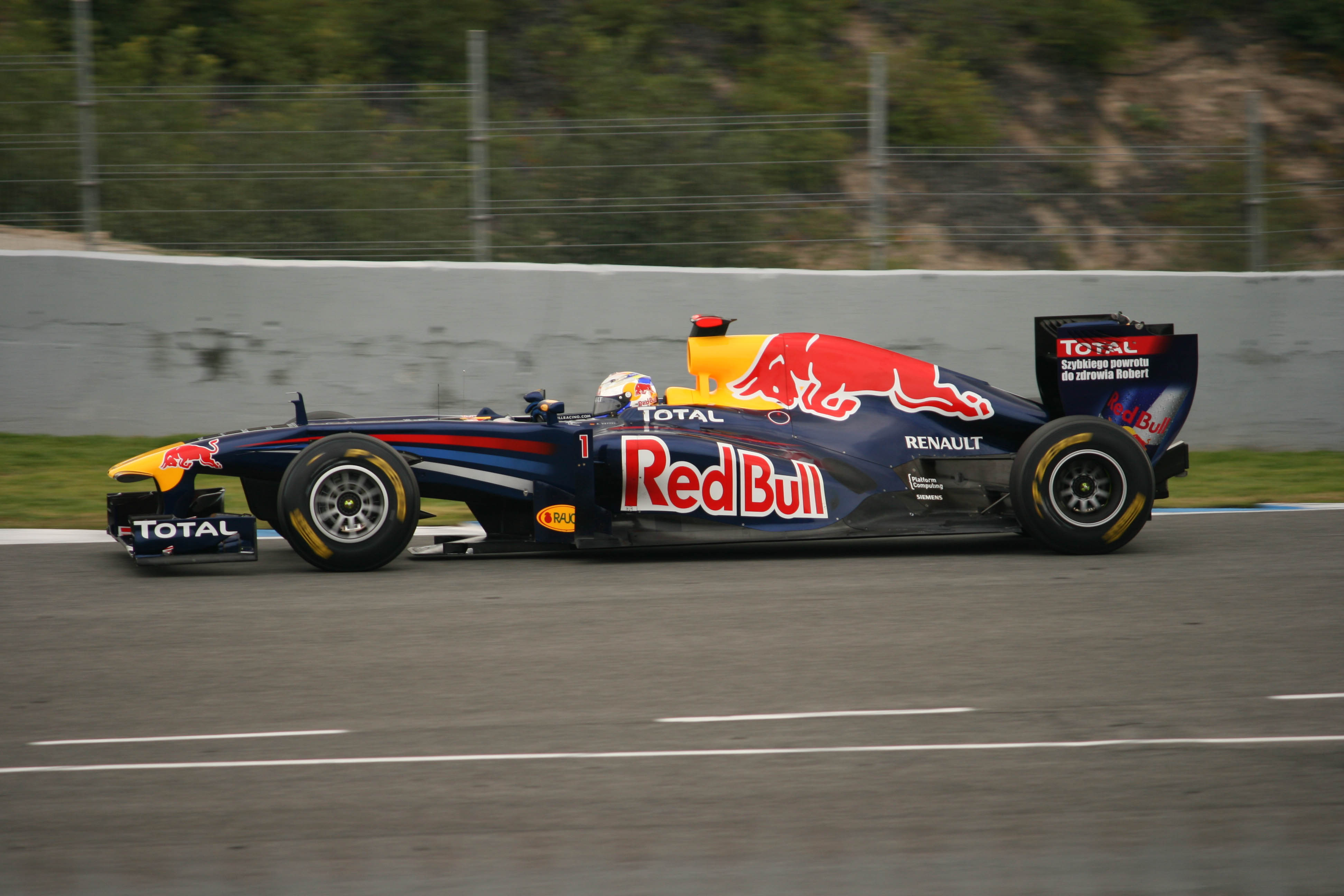
Les deux Red Bull (ici à Jerez) finissent sur le podium.

Alors que Red Bull Racing visait une troisième victoire consécutive après la pole position de Sebastian Vettel, l'équipe se contente d'un double podium. Vettel, à cause d'un mauvais départ puis d'une stratégie à deux arrêts peu inspirée, finit deuxième, à cinq secondes de Lewis Hamilton. Il révèle : « Mon départ n'était pas le meilleur, il semble que le côté gauche de la piste est moins bien que le droit. Ce n'était pas excellent et j'ai été doublé par Jenson et Lewis. Après, il a fallu être patient. Nous avons mieux géré les pneus dans le premier relais, nous aurions pu rester en piste mais il n'y avait aucune raison de le faire à ce moment-là, donc je suis rentré et je suis ressorti premier. C'était surprenant de voir Jenson passer par mon stand devant moi, j'espérais qu'il allait passer. Je ne sais pas pourquoi les gens veulent s'arrêter chez nous ! Heureusement ça n'a pas eu de conséquence et les mécaniciens sont restés concentrés. Nous sommes sortis premiers et nous avons tenté de rester sur deux arrêts. Le deuxième relais aurait vraiment dû être un peu plus long, mais en fin de course j'avais les pneus durs et je voyais Lewis se rapprocher. J'ai tenté de me défendre de mon mieux, sans perdre trop de temps par rapport aux pilotes derrière, mais il a trouvé l'ouverture ». Mark Webber, parti de la lointaine dix-huitième place, remonte jusqu'au podium et réalise le meilleur tour en course grâce à des pneumatiques neufs et une stratégie à trois arrêts. « Nous avons décidé de partir en pneus durs qui ne sont pas les plus appréciés parce qu'ils ne semblent pas avoir des caractéristiques de pneus durs au niveau de l'endurance. C'était assez difficile, parce que les pilotes qui étaient face à moi utilisaient l'aileron mobile en même temps. J'ai fait une erreur au virage no 2 sur mon tour de rentrée aux stands et, quand je me suis arrêté, les pneus ne pouvaient plus rien faire, et ma course a débuté là. Voir la dix-septième place sur le panneau après le quinzième tour, on n'aime pas ça, mais soudainement je me suis bien senti dans la voiture. J'avais quelques trains de pneus neufs après les qualifications, ça a aidé et c'est peut-être ça qu'il faut faire ! Ratez vos qualifications et finissez sur le podium ».

### Écuries dans les points

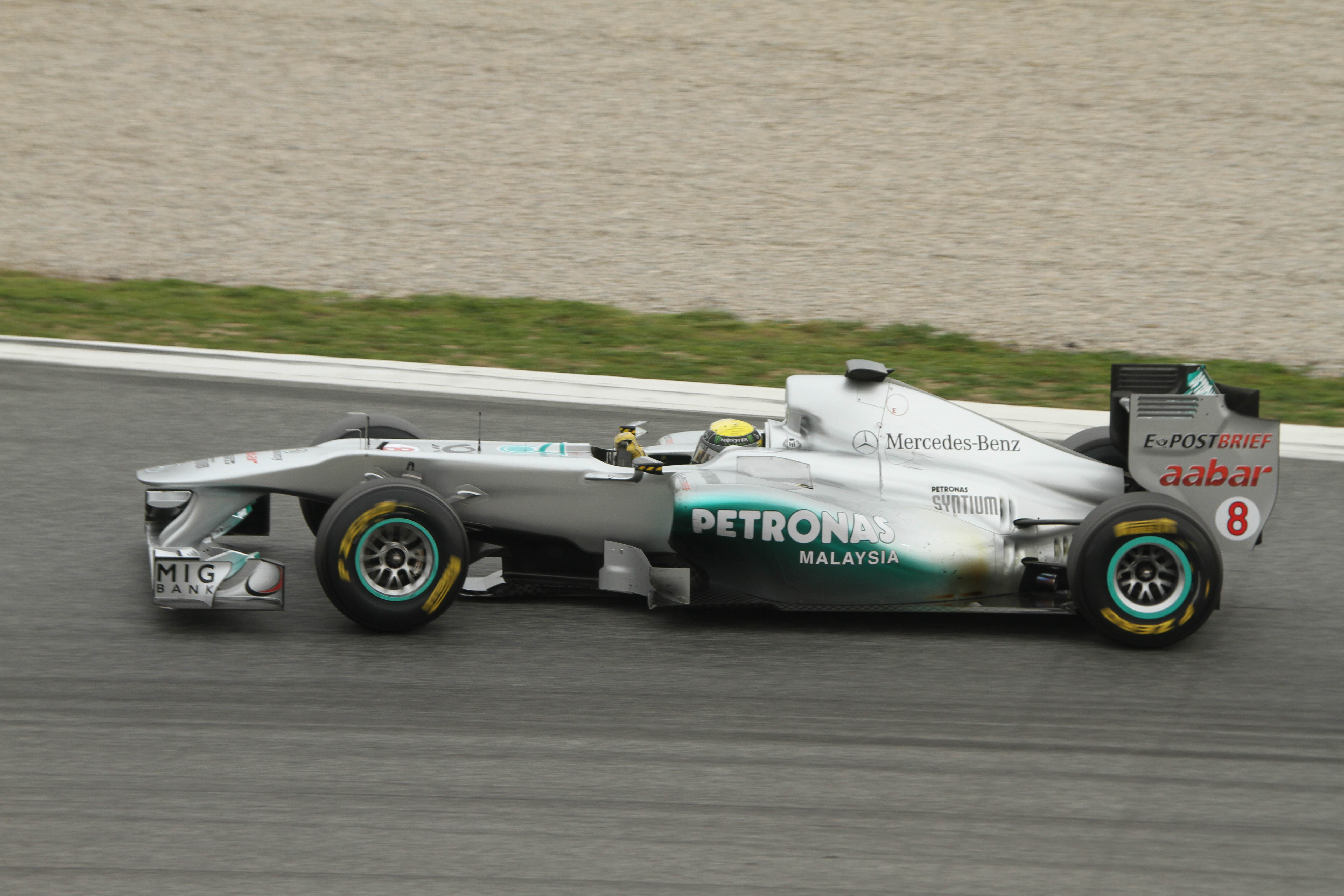
Les deux Mercedes (ici à Barcelone) franchissent l'arrivée dans les points.

Les deux monoplaces Mercedes marquent des points en Chine. Nico Rosberg finit cinquième après avoir mené le Grand Prix pendant quatorze tours. « Je suis déçu par la course parce que nous savons que nous n'avons pas obtenu le meilleur résultat possible. Nous avons fait de gros progrès sur la voiture ce week-end et nous aurons de meilleures courses dans l'avenir. Mener la course pendant tant de temps a été une bonne sensation mais nous avons eu des problèmes de consommation ce qui a rendu la bagarre difficile. Nous aurions pu finir sur le podium, voire mieux, mais nous apprendrons de ça et nous allons nous assurer que nous obtenons les résultats la prochaine fois ». Michael Schumacher, remonté de la quatorzième à la huitième place, annonce : « Il y a eu beaucoup d'action en un seul Grand Prix ce week-end, et c'est passionnant ! J'ai pris beaucoup de plaisir cet après-midi et je suis vraiment satisfait de voir que le travail de notre équipe est payant. Nous avons fait un grand pas en avant avec la voiture et elle a très bien fonctionné. Nous allons aborder la première course en Europe maintenant et nous aurons quelques nouveautés à Istanbul, elles devraient nous aider à progresser encore plus. C'est bien de quitter l'Asie sur une bonne sensation ».

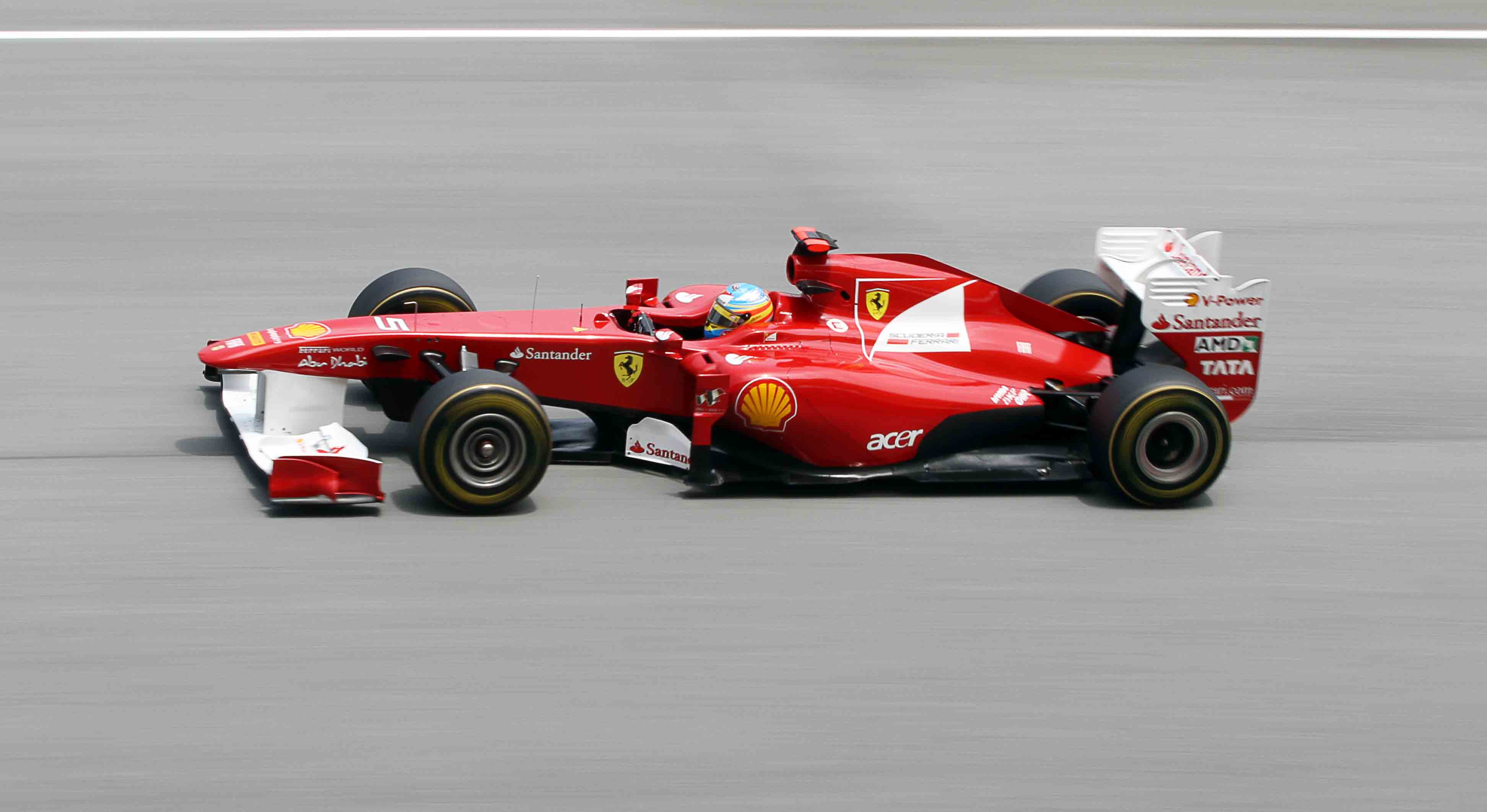
Les deux Ferrari (ici en Malaisie) rentrent dans les points.

La Scuderia Ferrari pouvait espérer un podium avec ses deux monoplaces partant de la troisième ligne. Felipe Massa, parti sixième, atteint le deuxième rang avant de payer le choix d'une mauvaise stratégie et de terminer sixième. « C'est une vraie déception de ne pas finir la course à une meilleure position. Il semble vraiment qu'entre les qualifications et la course, nous découvrons une nouvelle voiture : hier, nous n'étions pas rapides, aujourd'hui nous nous sommes battus avec les leaders jusqu'à la fin. Malheureusement, en pneus durs nous n'avons pas pu nous défendre jusqu'à la fin. La stratégie ? Maintenant, il est facile de dire que ce n'était pas la bonne mais nous sommes une équipe et nous prenons les décisions ensemble. Vettel a fait le même choix que nous et nous avions un niveau assez similaire. Nous aurions probablement pu finir sur le podium, mais il faut regarder tous les détails avec les ingénieurs. Je suis content de ma course : je pense que c'était ma meilleure de l'année, et peut-être même la meilleure en incluant l'an dernier. Nous devons chercher comment améliorer la voiture, surtout en qualification ». Fernando Alonso, après un mauvais départ et un manque de compétitivité, termine septième, derrière son coéquipier. « J'ai pris un mauvais départ, Felipe a pu me doubler et une Force India a presque réussi à le faire, après c'était une bonne bataille dans le premier tour. Après le premier arrêt, j'ai perdu trop de temps derrière Michael Schumacher et perdu le contact avec le groupe de tête. J'ai encore été face à lui en fin de course, avec les positions inversées. Une nouvelle fois, c'était une belle bagarre mais j'aurais préféré être sur le podium qu'à la septième place. Malheureusement, notre rythme de course était trop lent et je ne pense pas qu'une stratégie différente aurait changé quoi que ce soit. J'ai eu de meilleurs dimanches dans ma carrière, mais je n'ai pas perdu l'espoir ou la confiance. Nous savons que nous devons progresser pour être à l'avant : McLaren et Mercedes ont réussi à le faire et il n'y a pas de raison pour que nous n'y arrivions pas également. Clairement, l'aérodynamique est notre talon d'Achille ».

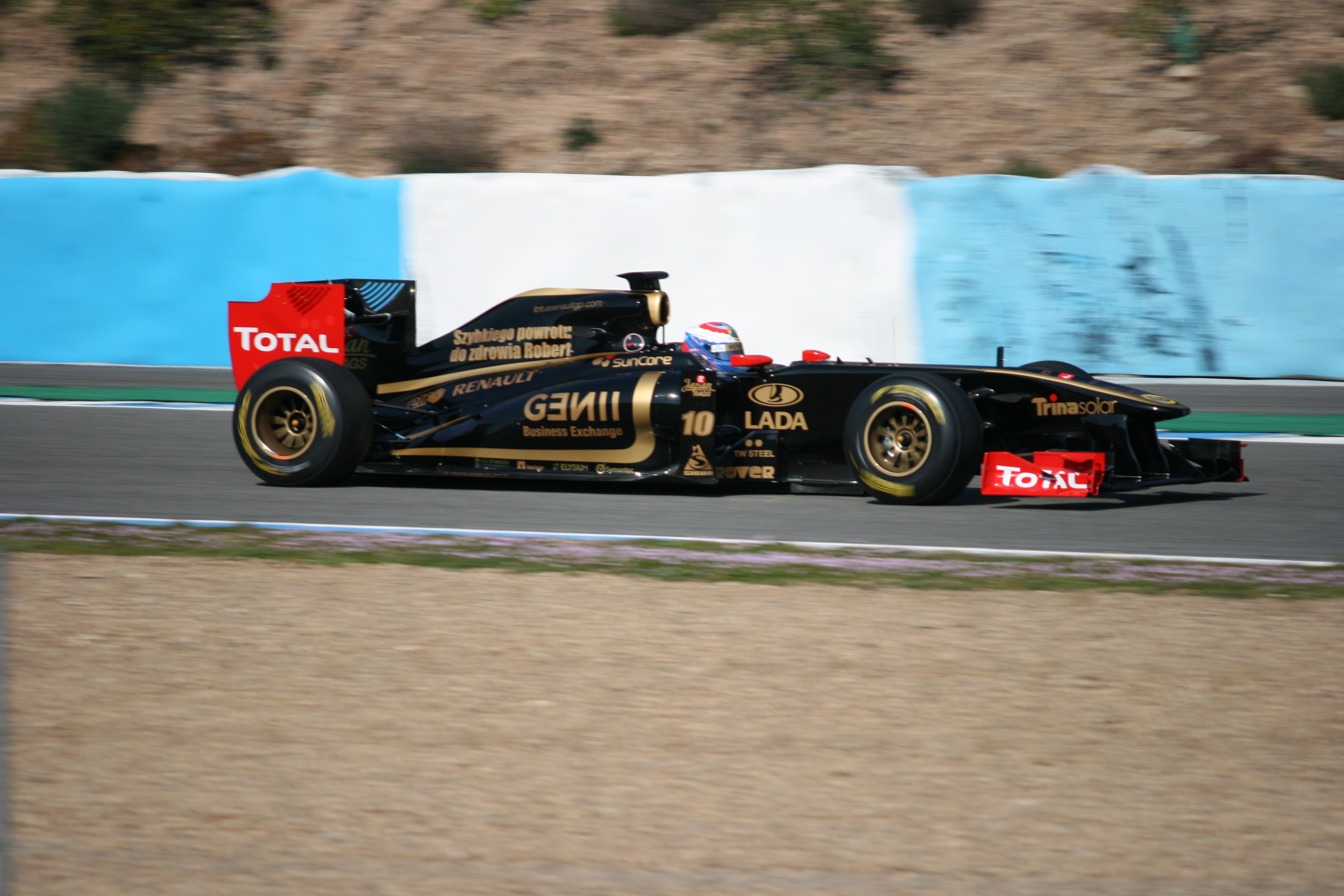
Petrov (ici à Jerez) est le seul pilote Lotus-Renault à marquer des points.

Lotus Renault GP visait les points, en partant des dixième et seizième places. Vitaly Petrov a adopté une mauvaise stratégie à deux arrêts et se contente de la neuvième place. « Finir neuvième et apporter deux points à l'équipe est toujours bon étant donné notre position de départ mais nous sommes un peu déçus de n'avoir pas pu rivaliser avec les meilleurs et prendre davantage de points ». Nick Heidfeld termine douzième et hors des points à cause de problème d'un problème de SREC et de sa stratégie de course. « Je ne suis pas content de mon résultat, même si je suis parti de la seizième place. Mon départ n'a pas été bon mais j'ai été agressif sur le premier virage et j'ai gagné quelques positions. Au bout de quelques tours, j'ai rencontré des problèmes avec le SREC et je ne pouvais plus utiliser la pleine puissance tout le temps. Cela a rendu les dépassements difficiles et la défense aussi. Je crois que notre rythme au deuxième relais n'était pas mal mais il restait encore difficile d'attaquer les voitures devant moi. C'est la raison pour laquelle nous avons anticipé le second changement de pneus, dans l'espoir de retrouver une piste un peu plus claire et de passer les pilotes devant moi. Malheureusement, Perez et Sutil ont stoppé au même moment et je n'ai pas pu montrer ce dont nous étions capables au dernier relais ».

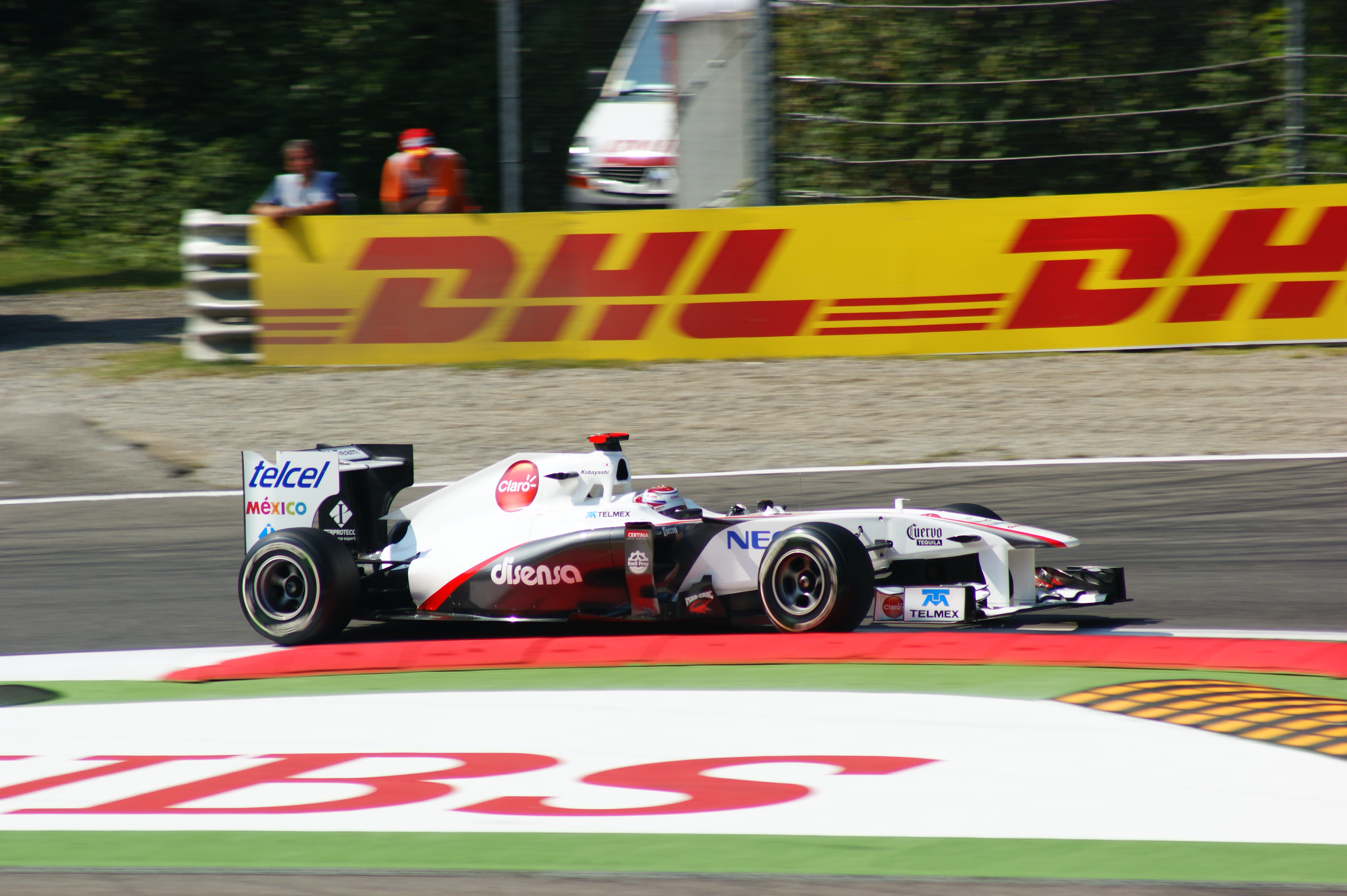
Kobayashi (ici à Monza) récolte le seul point de l'équipe pour ce Grand Prix.

Ses pilotes partant des douzième et treizième places, Sauber pouvait espérer placer ses voitures dans les points. Kamui Kobayashi se classe dixième et sauve ainsi un point : « Je suis très heureux d'avoir pu marquer un point aujourd'hui. J'ai pris un très bon départ et j'ai gagné des places. C'était important après m'être qualifié moins haut que ce que l'on voulait. En tentant de revenir sur Adrian Sutil au quatorzième tour, nous sommes revenus sur un autre pilote et je pense qu'il ne m'a pas vu. Nous nous sommes touchés et c'est pour cela qu'il y a un trou dans le nez de la voiture. Ça n'a pas été un problème de rouler avec ça mais ça a amené pas mal de poussière dans le cockpit. [...] J'ai fait mon deuxième arrêt quelques tours plus tôt que prévu, mais j'ai pu faire les vingt-six derniers tours en pneus durs [...] après avoir doublé Paul di Resta à trois tours de la fin, mes pneus étaient finis ». Sergio Pérez finit dix-septième, à un tour du vainqueur et a provoqué un accrochage avec Sutil : « Mon départ en lui-même a été acceptable mais mon premier virage a été très mauvais et j'ai perdu quelques places. Je suis vraiment désolé pour l'accident avec Adrian Sutil. [...] À ce moment de la course, je voulais tirer le meilleur de mes pneus parce que j'étais sous la menace de Vitaly Petrov, donc j'étais assez agressif. Malheureusement, j'ai perdu l'arrière quand j'étais à l'intérieur d'Adrian et je l'ai percuté. C'est vraiment dommage, parce que je n'avais jamais été aussi à l'aise dans la voiture que ce week-end ».

### Écuries hors des points

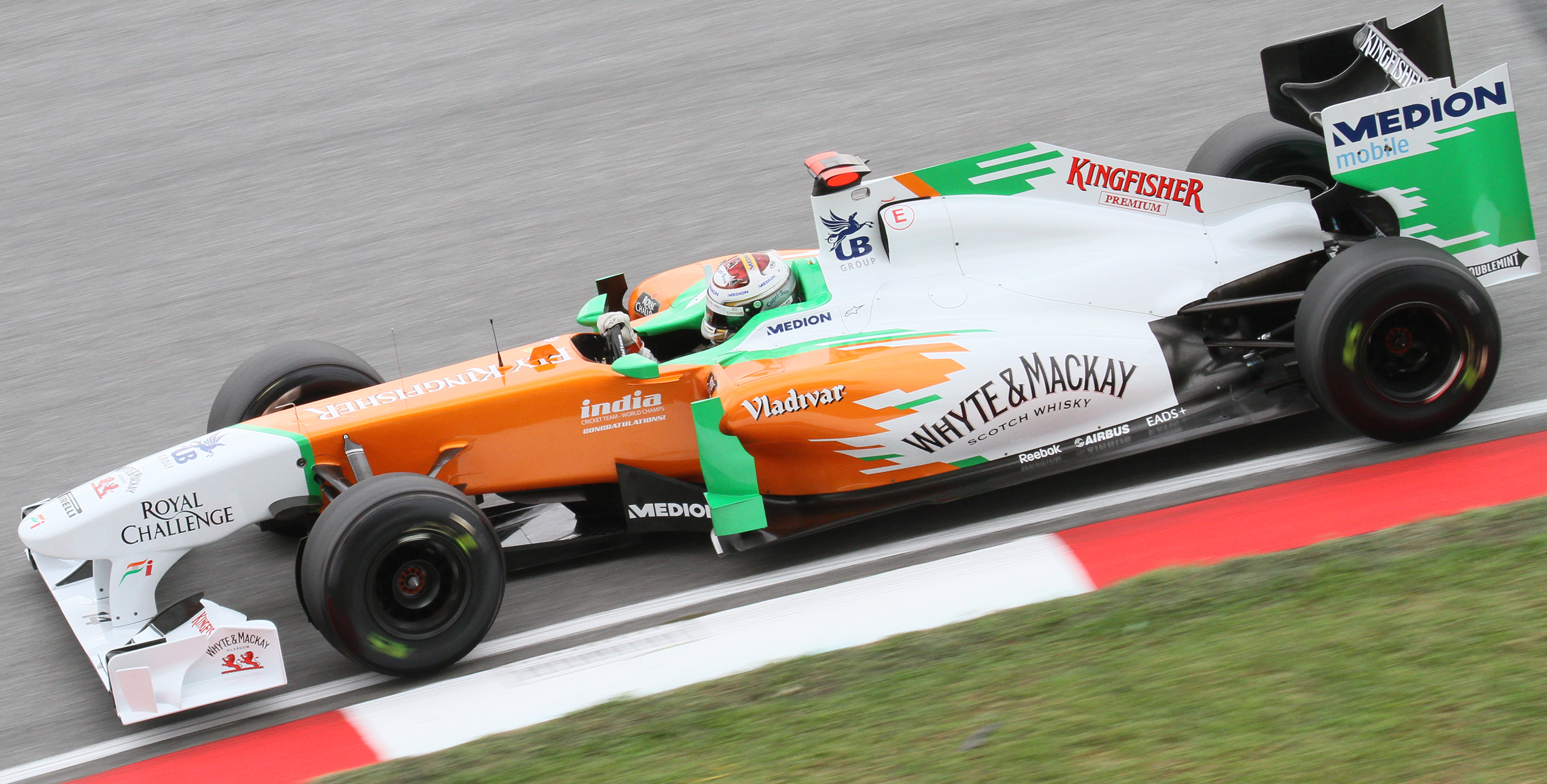
Les deux pilotes Force India (ici en Malaisie) terminent hors des points.

Huitième et onzième en qualifications, Force India espérait engranger quelques points mais Paul di Resta finit à la porte des points : « On savait que la course serait difficile en partant de là. Nous sommes passés près des points mais je les ai manqués à la fin, avec des pneus usés. Aborder la course sans avoir fait beaucoup de relais avec beaucoup de carburant nous a peut-être un peu handicapés. Je n'avais pas un bon équilibre aérodynamique au départ mais dans le deuxième et le troisième relais c'était plutôt bon, juste un peu plus long que prévu parce que nous avons dû nous arrêter plus tôt pour tenter de doubler Michael Schumacher. Une stratégie à trois arrêts nous aurait peut-être plus convenu mais nous ne le saurons qu'avec les simulations. Mais nous avons eu de bonnes performances et je pense que nous pouvons être satisfaits. Dans l'ensemble, je reste content de la façon dont le week-end s'est déroulé vu que nous nous sommes qualifiés en Q3 et que nous sommes passés près de marquer encore des points ». Accroché par Sergio Pérez, Adrian Sutil finit quinzième à un tour du vainqueur : « Je n'ai pas eu de chance dans l'accident avec Pérez qui a compromis ma course. Mais nous avions aussi des problèmes de pneus qui ne duraient pas aussi longtemps que ce que l'on pensait et j'ai souffert en permanence ».

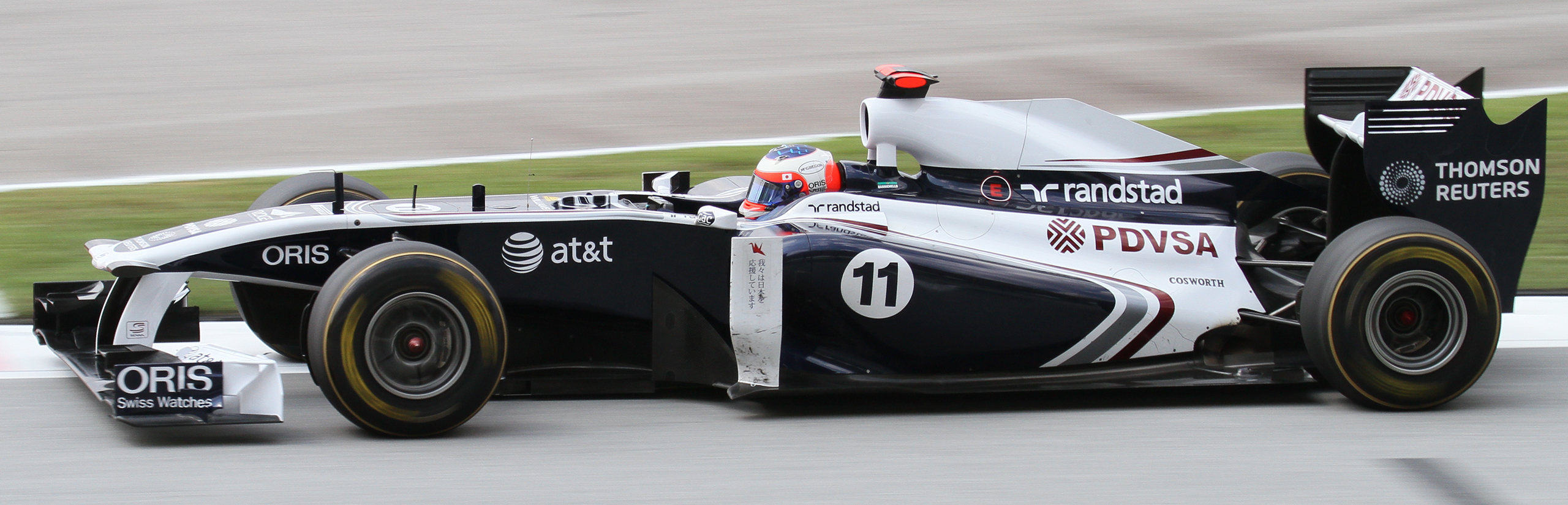
Les Williams (ici en Malaisie) terminent pour la première fois de la saison, à l'arrivée.

Pour la première fois de la saison, les deux monoplaces Williams F1 Team rallient l'arrivée. Rubens Barrichello, treizième, déclare :  « Nous avons opté pour une stratégie à deux arrêts aujourd'hui, d'autres en ont fait trois, mais je ne pense pas que ça change quelque chose. La voiture n'est pas aussi bonne que ce qu'elle devrait, je vais travailler pour aider l'équipe à l'améliorer. Il faut que cette voiture soit meilleure et je sais que nous pouvons y arriver ». Pastor Maldonado termine dix-huitième à un tour du vainqueur : « Je suis content d'avoir fini la course parce que maintenant nous avons plus de données à analyser sur le comportement de la Williams FW33 sur la distance entière d'une course, ce que nous n'avions pas pour le moment. Ma voiture se comportait bien mais nous devons trouver plus de vitesse pour améliorer nos performances. Il y a une longue pause avant la Turquie et nous devons nous plonger dans les données pour progresser ».

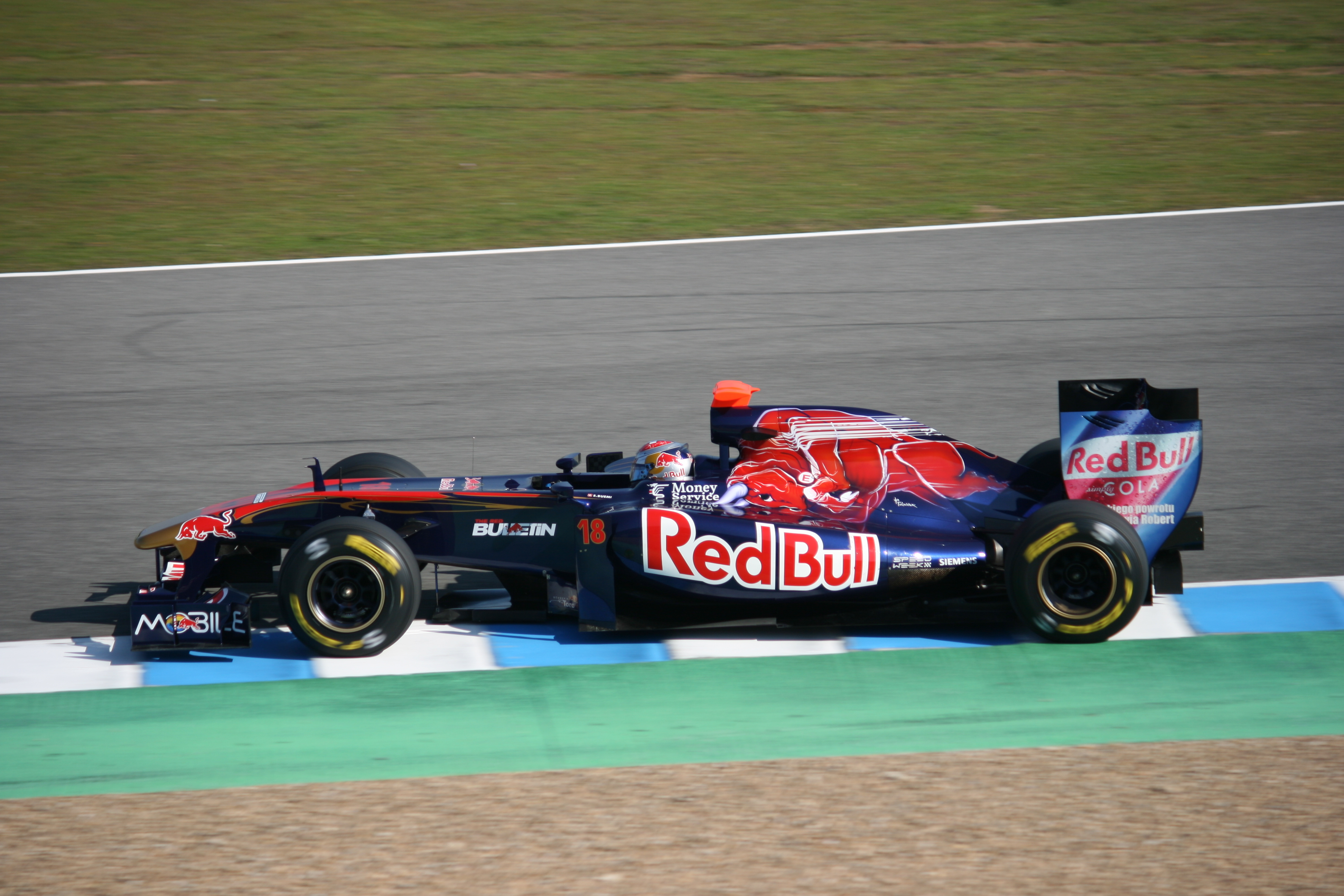
Buemi (ici à Jerez) est le seul pilote Toro Rosso à l'arrivée.

La Scuderia Toro Rosso, dont les deux voitures partaient depuis le top 10, ambitionner de récolter des points mais Sébastien Buemi, seul à rallier l'arrivée, finit quatorzième : « Je suis un peu déçu et frustré de ne pas être dans les points après être parti depuis une place dans les points. Je ne sais pas vraiment ce qui s'est passé au départ, j'ai pris un mauvais envol alors que je pense avoir tout bien fait, donc j'aimerais voir les données parce que j'ai beaucoup patiné. Après, j'ai été doublé par Heidfeld et à un certain moment, j'ai senti un gros sous-virage, à tel point que la voiture devenait difficile à piloter, donc nous avons décidé de changer l'aileron avant. Cela m'a fait faire un arrêt de plus et ma course était compromise ». Jaime Alguersuari, a dû mettre un terme à sa course prématurément : « Assez tôt, j'ai eu du mal avec l'adhérence à l'arrière, donc nous avons décidé de nous arrêter plus tôt que prévu pour le premier arrêt pour tenter de rattraper le temps perdu. Puis, juste après avoir quitté les stands, j'ai senti que la voiture était très instable et j'ai perdu un écrou puis la roue s'est détachée. Après avoir signé la meilleure qualification, j'espérais faire mieux même si nous savions que nous devions utiliser des pneus usés après les qualifications, donc j'ai pris le départ avec mon plus mauvais train de pneus pour faire mieux plus tard, mais ça n'a pas été le cas ».

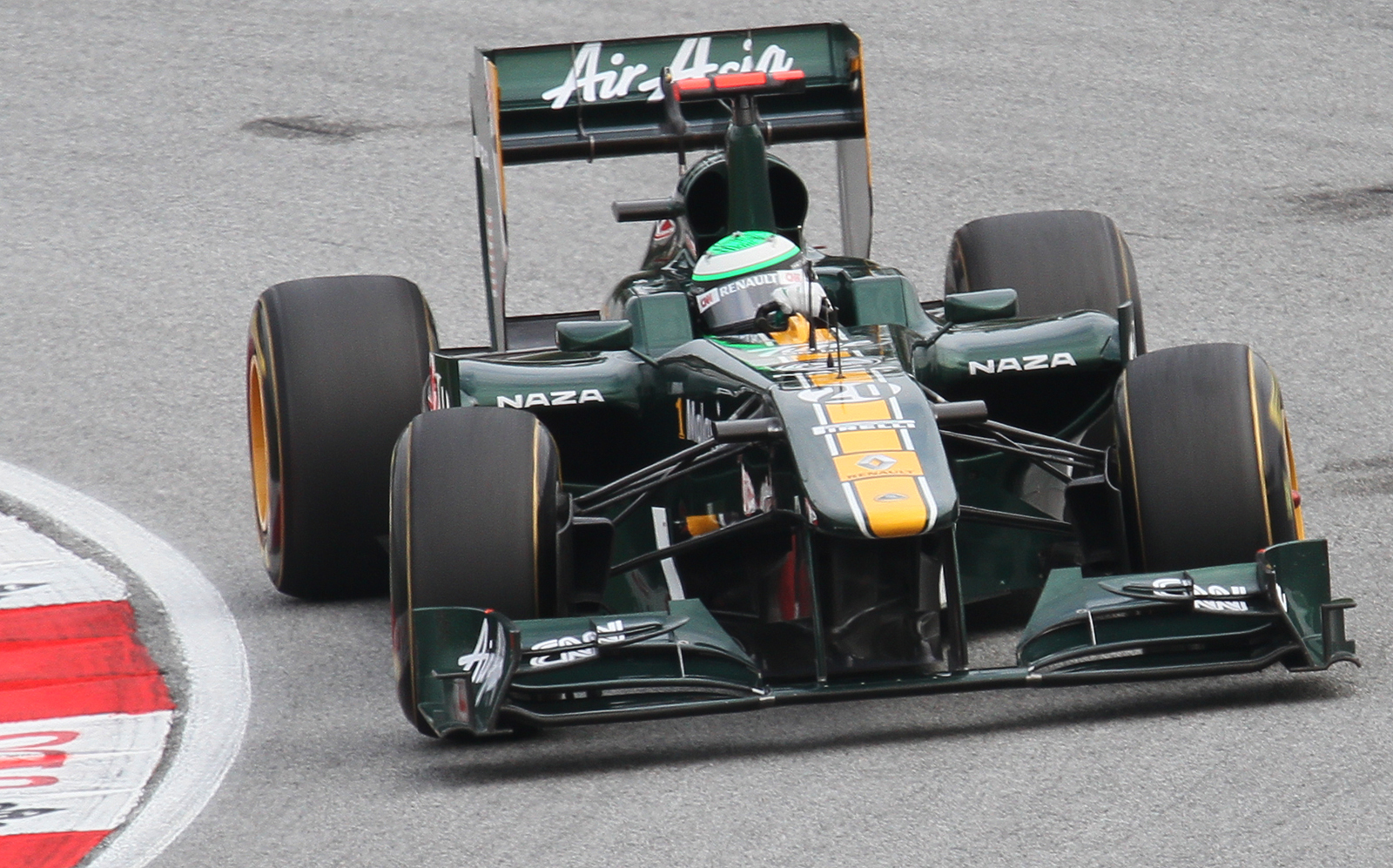
Kovalainen (ici en Malaisie) termine seizième.

Team Lotus réalise une de ses meilleures performances avec la seizième place d'Heikki Kovalainen qui, malgré un tour de retard sur le vainqueur, devance notamment Sergio Pérez et Pastor Maldonado. « C'est notre meilleure performance. Ce n'est pas notre meilleure place à l'arrivée mais nous avons battu deux voitures du milieu de plateau à la régulière [...]. Nous savions que ce serait dur avec les températures fraiches hier mais aujourd'hui les températures ont grimpé et nous nous attendions à pouvoir faire ce genre de course, qui rend justice à la voiture. Nous allons continuer à améliorer la voiture pour les températures plus fraiches et nous ne pouvons que progresser ». Jarno Trulli se classe dix-neuvième à un tour du vainqueur : « J'ai pris un bon départ et, avec Heikki, nous avons creusé l'écart sur les voitures de derrière et rester sur notre stratégie pour nous battre avec ceux de devant. Mon premier arrêt n'a pas été parfait et j'ai encore des problèmes avec la dégradation des pneus mais aujourd'hui, c'est un vraiment bon résultat pour l'équipe. Nous avons montré que nous progressons comme nous le voulons et c'est une grosse motivation pour tout le monde ».

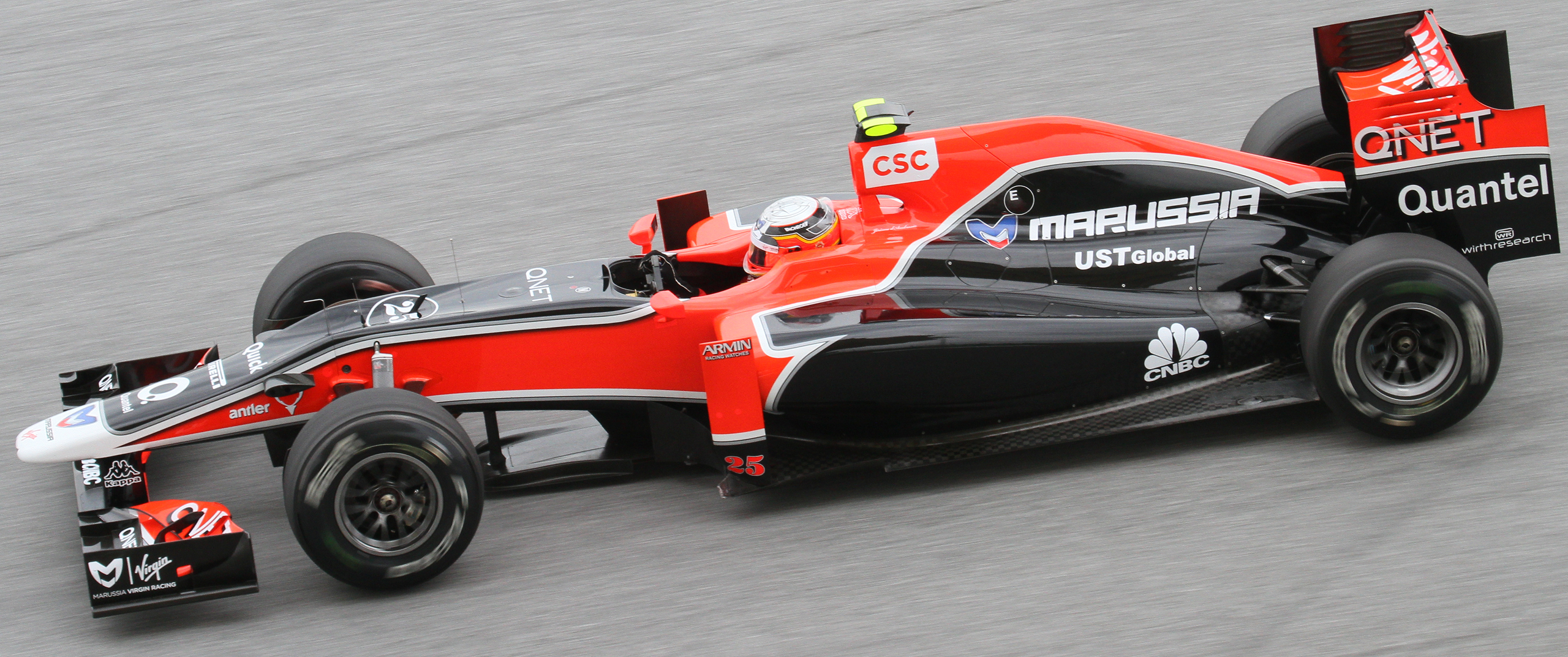
Les deux monoplaces Marussia Virgin (ici en Malaisie) sont à l'arrivée.

Les Marussia, dominées par les Team Lotus, finissent à deux tours du vainqueur, devant les Hispania Racing F1 Team. Jérôme d'Ambrosio, vingtième, déclare : « Je suis très content de ma course, c'est la deuxième fois que je vois l'arrivée et je suis satisfait. Je pense que nous avons progressé tout au long du week-end et mon rythme de course était bien meilleur que sur les deux courses précédentes, ce qui est également bien. Le premier tour a été bon et j'ai eu une belle bagarre avec Timo, il m'a doublé, je suis repassé devant et il m'a encore doublé. C'est le genre d'actions que j'aime. Je vois que je progresse et c'est important ». Timo Glock, dominé par son coéquipier débutant annonce : « Ce n'était pas une bonne course pour moi mais l'aspect positif est que nous avons les deux voitures à l'arrivée, ce qui était l'objectif. J'ai pris un bon départ et eu un bon premier tour. J'ai pu rester devant la HRT et j'ai doublé Jérôme quand il a fait une erreur au virage no 13. Dans l'ensemble, nous avons un peu plus de dégradation à l'arrière. L'équipe a décidé de passer sur une stratégie à trois arrêts mais ce n'était pas le bon choix parce que j'ai souvent été dans les drapeaux bleus. Au dernier arrêt, la roue ne s'est pas détachée, ce qui m'a fait perdre quelques secondes. Dans l'ensemble, la voiture était un peu meilleure en pneus tendres, mais nous souffrons. Ce difficile début de saison est maintenant derrière nous et nous sommes impatients d'avoir les nouveautés sur lesquelles tout le monde travaille énormément en coulisses, pour que nous fassions des progrès en Turquie ».

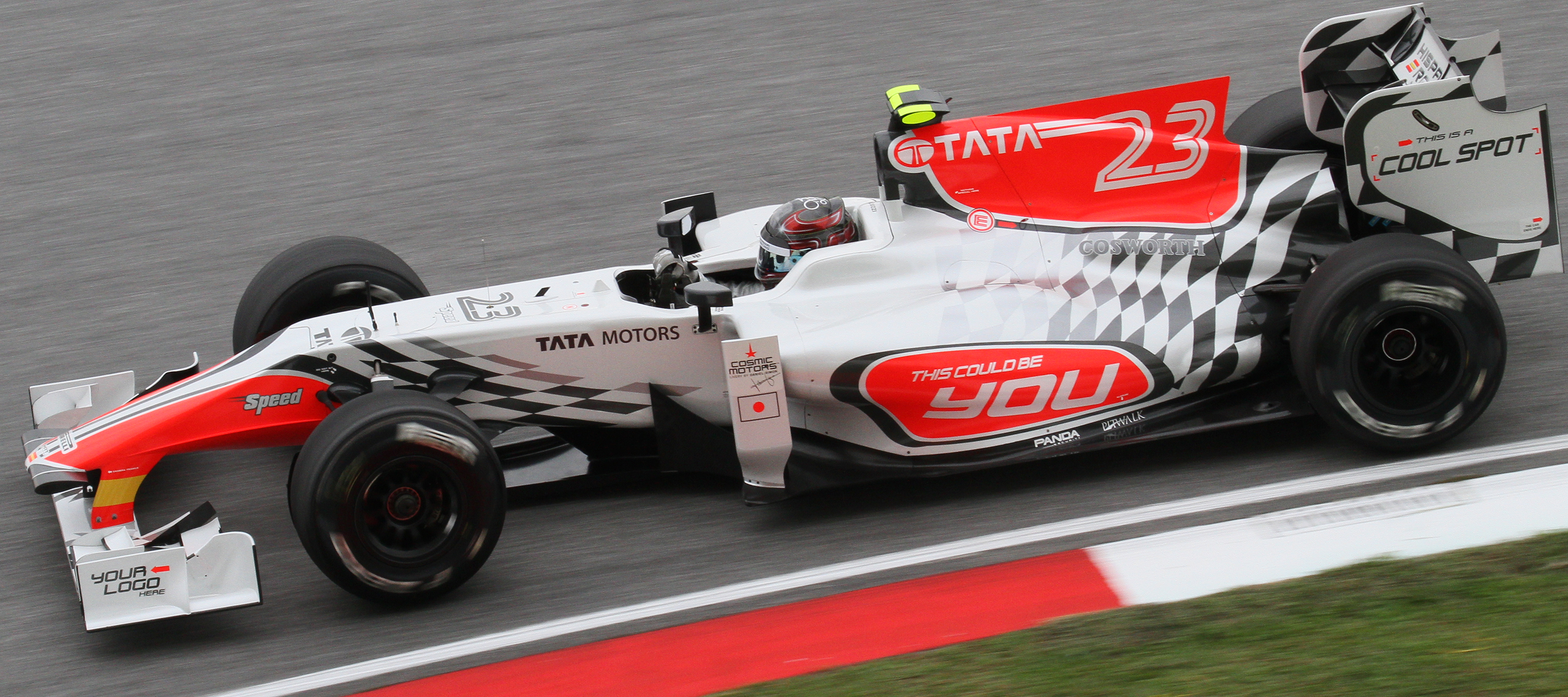
Les deux voitures HRT (ici en Malaisie) sont dernières à l'arrivée.

Hispania Racing F1 Team prend les deux dernières places, à deux tours du vainqueur. Dominés par le Team Lotus et par Marussia Virgin, Vitantonio Liuzzi termine vingt-deuxième, à dix-sept secondes de Timo Glock après avoir reçu une pénalité pour avoir volé le départ : « Nous avons été beaucoup plus performants qu'en Malaisie et nous avons réduit l'écart avec Virgin, notre principal rival. Malheureusement, j'ai reçu un drive-through à cause d'un problème au départ, j'ai lâché l'embrayage trop tôt et j'ai bougé avant le feu vert. Mais dans l'ensemble je suis satisfait parce que nous avons atteint notre but en voyant l'arrivée. Maintenant nous pensons à la Turquie, notre rythme a progressé par rapport à la Malaisie et il sera encore meilleur en Turquie avec les nouveautés. Notre stratégie était de faire un seul arrêt mais c'est difficile avec les pneus donc j'ai demandé à rentrer. Le deuxième arrêt nous a permis de faire de meilleurs chronos ». Narain Karthikeyan termine juste derrière son coéquipier : « Nous avons atteint notre principal objectif, finir la course. Je ne pense pas que les Virgin sont très loin devant nous et c'est bien pour les prochaines courses. Après avoir atteint notre objectif aujourd'hui, nous devons améliorer la voiture et tenter d'attaquer à partir de la Turquie. Avec les nouveautés, nous serons beaucoup plus rapides à la prochaine course. Rien n'est facile en Formule 1 mais nous pourrons vraiment nous battre rapidement avec nos plus proches rivaux ».

## Classements généraux à l'issue de la course
| Pos. | Pilote             | Écurie               | Points |
| ---- | ------------------ | -------------------- | ------ |
| 1    | Sebastian Vettel   | Red Bull-Renault     | 68     |
| 2    | Lewis Hamilton     | McLaren-Mercedes     | 47     |
| 3    | Jenson Button      | McLaren-Mercedes     | 38     |
| 4    | Mark Webber        | Red Bull-Renault     | 37     |
| 5    | Fernando Alonso    | Ferrari              | 26     |
| 6    | Felipe Massa       | Ferrari              | 24     |
| 7    | Vitaly Petrov      | Renault              | 17     |
| 8    | Nick Heidfeld      | Renault              | 15     |
| 9    | Nico Rosberg       | Mercedes             | 10     |
| 10   | Kamui Kobayashi    | Sauber-Ferrari       | 7      |
| 11   | Michael Schumacher | Mercedes             | 6      |
| 12   | Sébastien Buemi    | Toro Rosso-Ferrari   | 4      |
| 13   | Adrian Sutil       | Force India-Mercedes | 2      |
| 14   | Paul di Resta      | Force India-Mercedes | 2      |

| Pos. | Écurie               | Points |
| ---- | -------------------- | ------ |
| 1    | Red Bull-Renault     | 105    |
| 2    | McLaren-Mercedes     | 85     |
| 3    | Ferrari              | 50     |
| 4    | Renault F1 Team      | 32     |
| 5    | Mercedes             | 16     |
| 6    | Sauber-Ferrari       | 7      |
| 7    | Force India-Mercedes | 4      |
| 8    | Toro Rosso-Ferrari   | 4      |

## Statistiques
Le Grand Prix de Chine 2011 représente :
- la 18e pole position de sa carrière pour Sebastian Vettel ;
- la 15e victoire de sa carrière pour Lewis Hamilton ;
- la 170e victoire pour McLaren Racing en tant que constructeur ;
- la 83e victoire pour Mercedes en tant que motoriste ;
- 23 pilotes franchissent le drapeau à damier, ce qui constitue un nouveau record de la discipline. Le précédent record était de 22 pilotes à l'arrivée du Grand Prix automobile de Grande-Bretagne 1952[72] ;
- Emanuele Pirro – 37 départs en Grands Prix de Formule 1, 3 points inscrits entre 1989 et 1991 et quintuple vainqueur des 24 Heures du Mans (en 2000, 2001, 2002, 2006 et 2007) – a été nommé conseiller par la FIA pour aider dans son jugement le groupe des commissaires de course lors de ce Grand Prix. Il a déjà officié à ce poste lors du Grand Prix d'Abou Dabi 2010 et lors du Grand Prix de Malaisie 2011[73].